# Florina
Florina (griechisch Φλώρινα (f. sg.), albanisch Follorinë/Follorina, bulgarisch/mazedonisch Lerin Лерин) ist eine Gemeinde und Stadt in der nordgriechischen Verwaltungsregion Westmakedonien. Zur Gemeinde Florina zählen vier Gemeindebezirke mit insgesamt 45 Ortschaften, darunter auch die bis 2010 eigenständigen Gemeinden Kato Klines, Meliti und Perasma.

## Geographie, Klima und Geologie

### Geographie
Die Gemeinde Florina befindet sich im nordwestlichen Bereich des griechischen Festlandes, östlich des Dreiländerecks zwischen Albanien, Nordmazedonien und Griechenland. Die Stadt Florina ist ca. 37 km Luftlinie von dem Dreiländereck entfernt. Das Gemeindegebiet Florinas umfasst die nördliche Hochebene von Eordea (auch als Bitola-Florina-Kozani-Becken bezeichnet) bzw. die Ebene von Lynkestis, die sich nach Norden in Richtung Bitola fortsetzt, wo die Staatsgrenze zu Nordmazedonien das Gemeindegebiet begrenzt. Im Westen steigt das Gebiet in die Berge des nördlichen Pindos-Gebirges an, die Massive des Varnoundas und des Vigla trennen Florina von der Gemeinde Prespes. Im Südwesten bildet der Verno die Grenze zur Gemeinde Kastoria. Ein rund 30 Kilometer langer Höhenzug grenzt Florina von der südwestlich gelegenen Gemeinde Amyndeo ab. Im Nordosten reicht ein wenige Kilometer breiter Streifen bis zum Voras-Massiv; hier befindet sich die Grenze zu Zentralmakedonien mit den Gemeinden Almopia und Edessa.
Nordöstlich des Vitsi (1927 m) im Verno-Massiv liegt die höchste Siedlung der Gemeinde Florina, die Ortschaft Koryfi, auf einer Höhe von 1350 m gefolgt von der Ortschaft Trivouno (Höhe von 1180 m) und Akritas (Höhe 1020 m).

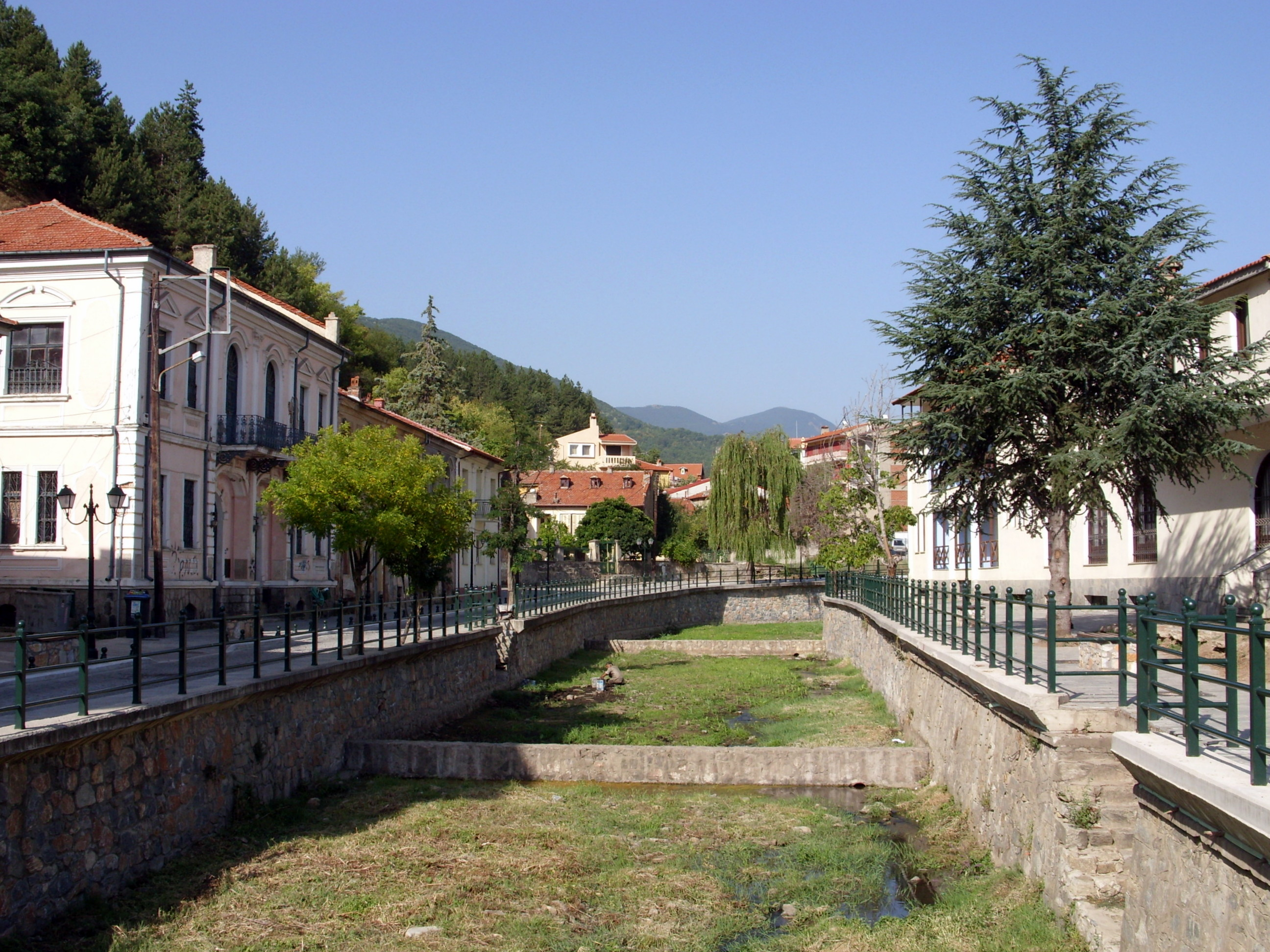
Der im Sommer fast ausgetrocknete Sakoulevas im Stadtzentrum

Die Gewässer Florinas sammeln sich im Sakoulevas oder Lyngos, der von Westen kommend die Stadt Florina durchfließt und nach Norden über die Crna Reka und den Vardar in die Ägäis entwässert. Nebenflüsse des Sakoulevas sind der Paliorema, der ihm aus dem Voras-Massiv von Nordosten zufließt sowie der Palio, der aus dem nordwestlichen Gemeindegebiet kommend, in den Sakoulevas mündet. Der höchste Punkt der Gemeinde Florina ist der Gipfel Voras (2525 m) im Nordosten; am Austritt des Sakoulevas aus dem Gemeindegebiet befindet sich mit 580 m ü. d. M. die tiefste Stelle des Gemeindegebiets.
Der zentrale Teil des Gemeindegebiets wird durch die landwirtschaftliche Nutzung der Hochebene von Florina geprägt. Entsprechend dem Anbau von Getreide, Baumwolle und anderen landwirtschaftlichen Produkten ist dieser Teil des Gemeindegebietes seitens des Menschen entsprechend gestaltet und weist wenig ursprüngliche Landschaftsmerkmale auf. Im Westen des Gemeindegebietes dominiert die urbane Landschaft der Stadt Florina mit dichter Bebauung. Neben Gebäuden mit Ursprung in der zweiten Hälfte des 20. Jahrhunderts weist die Stadt Florina noch relativ viele Gebäude aus dem 19. Jahrhundert auf, welche als Spiegelbild der damaligen landestypischen Architektur aufgefasst werden können. Bereits unmittelbar westlich der Stadt Florina wechselt mit den Gebirgszügen von Varnoundas und Verno sowie dem Fluss Sakoulevas zwischen den Bergmassiven das Landschaftsbild erheblich. Dieser Teil des Gemeindegebietes besteht aus Laub- und Mischwäldern an den Berghängen. Die landwirtschaftliche Nutzung beschränkt sich auf das schmale Tal des Sakoulevas. Nennenswerte Binnengewässer wie künstliche und/oder natürliche Seen hat die Gemeinde Florina nicht.

### Klima

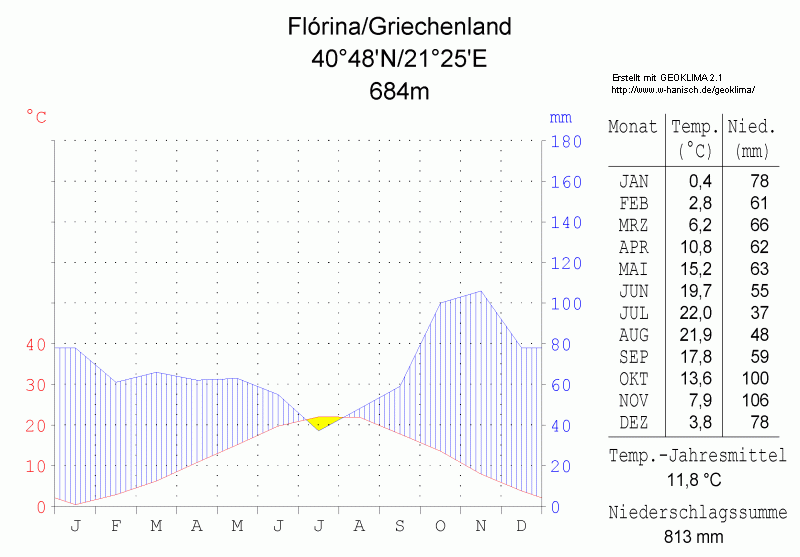
Klimadiagramm von Florina

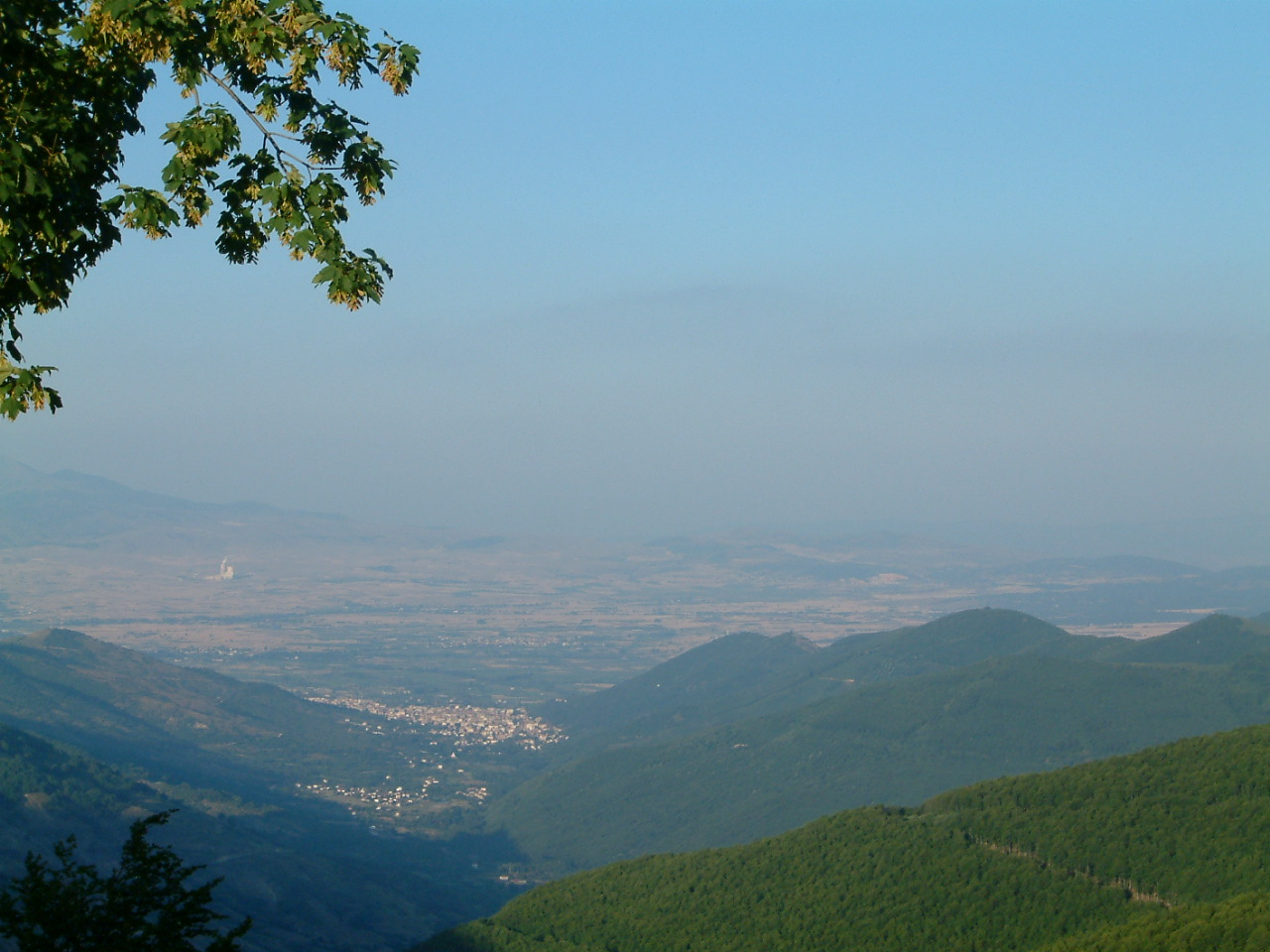
Blick auf die Stadt Florina von einem westlich gelegenen Berg.

Die Stadt und die Gemeinde Florina sind aufgrund ihrer Lage auf dem griechischen Festland den Bedingungen trockenen kontinentalen Klimas unterworfen. Die Sommer sind warm bis heiß und relativ kurz; die Winter kalt und relativ lang.
Die Durchschnittstemperaturen pro Tag in Florina betrugen im Juni 19,7 °C, im Juli 22,0 °C und im August 21,9 °C. Nach Angaben des Griechischen Wetterdienstes war die durchschnittlichen Temperaturen pro Tag 21,0 °C im Juni, 23,1 °C im Juli und 22,5 °C im August. Die gemittelten Maximaltemperaturen pro Tag betrugen im Juni 26,2 °C, im Juli 28,8 °C und im August 14,2 °C. Die gemittelten Minimaltemperaturen pro Tag betrugen im Juni 12,5 °C, im Juli 14,4 °C und im August 14,2 °C. Im Juni fielen an durchschnittlich 7,4 Tagen Regen, im Juli an 6,1 Tagen und im August an 5,8 Tagen mit einer mittleren Niederschlagsmenge von 37,3, 34 und 31 mm. Die mittlere Luftfeuchtigkeit belief sich auf 59,8 %, 57,4 % und 58,3 %.
Die täglichen Durchschnittstemperaturen im Winter sind im November 7,9 °C, im Dezember 3,8 °C, im Januar 0,4 °C, im Februar 2,8 °C und im März 6,2 °C. Entsprechend ist die Heizperiode: nach einer Untersuchung im Zeitraum von 1983 bis 1987 wurde in Florina 217 Tage pro Jahr geheizt. Die Heizperiode begann im September und endete im Mai. Die Niederschlagsmenge beläuft sich über ein Jahr summiert auf 813 mm. In 10 von 12 Monaten eines Jahres überschreitet die Niederschlagsmenge 50 mm; in den Monaten Oktober und November 100 mm. Niederschläge im Winter sind in Florina auch Schneefälle, welche ein beachtliches Ausmaß erreichen können. Auch im März und April können in Florina Schneefälle auftreten.
Die maximale in Florina gemessene Temperatur betrug 40,8 °C, die minimale −21,4 °C.
|                        | Jan  | Feb  | Mär  | Apr  | Mai  | Jun  | Jul  | Aug  | Sep  | Okt  | Nov  | Dez  |   |       |
| Mittl. Temperatur (°C) | 0,5  | 2,7  | 6,7  | 11,6 | 16,8 | 21,0 | 23,1 | 22,5 | 18,4 | 12,6 | 7,0  | 2,2  | ⌀ | 12,1  |
| Mittl. Tagesmax. (°C)  | 4,6  | 7,3  | 11,8 | 16,7 | 22,0 | 26,2 | 28,8 | 28,7 | 25,2 | 19,0 | 12,1 | 6,3  | ⌀ | 17,4  |
| Mittl. Tagesmin. (°C)  | −3,5 | −1,7 | 1,3  | 5,1  | 9,2  | 12,5 | 14,4 | 14,2 | 11,2 | 6,9  | 2,5  | −1,6 | ⌀ | 5,9   |
|                        |      |      |      |      |      |      |      |      |      |      |      |      |   |       |
| Niederschlag (mm)      | 57,6 | 52,3 | 57,9 | 57,9 | 58,9 | 37,3 | 34,0 | 31,0 | 41,1 | 62,1 | 69,4 | 86,2 | Σ | 645,7 |
|                        |      |      |      |      |      |      |      |      |      |      |      |      |   |       |
| Regentage (d)          | 12,0 | 12,0 | 12,3 | 11,3 | 11,2 | 7,4  | 6,1  | 5,8  | 6,1  | 8,4  | 10,8 | 12,9 | Σ | 116,3 |

| −3,5 |

| −1,7 |

| 1,3 |

| 5,1 |

| 9,2 |

| 12,5 |

| 14,4 |

| 14,2 |

| 11,2 |

| 6,9 |

| 2,5 |

| −1,6 |

| −3,5 |

| −1,7 |

| 1,3 |

| 5,1 |

| 9,2 |

| 12,5 |

| 14,4 |

| 14,2 |

| 11,2 |

| 6,9 |

| 2,5 |

| −1,6 |

| N i e d e r s c h l a g | 57,6 | 52,3 | 57,9 | 57,9 | 58,9 | 37,3 | 34,0 | 31,0 | 41,1 | 62,1 | 69,4 | 86,2 |
|                         | Jan  | Feb  | Mär  | Apr  | Mai  | Jun  | Jul  | Aug  | Sep  | Okt  | Nov  | Dez  |

### Geologie
Die Gemeinde Florina liegt in der Pelagonischen Zone, welche das griechische Festland von Nordnordwest nach Südsüdost durchzieht. In der Region der Gemeinde Florina weist diese Zone unterschiedliche geologische Bestandteile auf. Die Stadt Florina selbst sowie alle Gemeindegebiete und -bezirke, die sich östlich des Verno-Massivs in der Ebene befinden, gründen sich auf Ablagerungen aus dem Erdzeitalter des Tertiärs und Quartärs. Die Gemeindegebiete, die auf den Hängen und Höhen des Verno-Massivs liegen, gründen sich auf Schiefer und Gneise aus dem Palaiozoikum. Die Gneis-Gesteine aus Florina wurden auf ein Alter von 692 bis 706 bzw. 698 bis 731 Millionen Jahre bestimmt (Erdzeitalter des Neoproterozoikum). Sie stellen dabei die Überreste aus einem Terran – dem Florina-Terran – dar, der in der Erdvergangenheit ein aktiver kontinentaler Rand am nördlichen Rand des Kontinents Gondwana gewesen war.
Wie das gesamte Griechenland ist die Gemeinde Florina erdbebengefährdet. Das bisher stärkste beobachtete Erdbeben in der Region erreichte auf der Richterskala eine Stärke (Magnitude, M) von 6,6. Nach der vierstufigen Erdbebenrisiko-Klassifikation (basierend auf der Wahrscheinlichkeit schwerer Erdbeben, wobei I geringe und IV sehr hohe Wahrscheinlichkeit bedeutet) gehört Florina zur Zone II nach der Einteilung entsprechend den Erdbebenschutzgesetzen Griechenlands von 2003 (zum Vergleich: Athen III, Thessaloniki III, Zakynthos IV, Korinth IV, Syros I, Naxos I).

## Geschichte
Durch Funde und Ausgrabungen ist belegt, dass das Gebiet Florinas mindestens seit 6000 v. Chr. bewohnt ist.

### Antike
Im antiken Griechenland wurde das heutige Gebiet um Florina Lynkestis (Lynkistis) genannt. Der Name Lynkestis rührt vom griechischen Wort Lynkos bzw. Lykos(Wolf) her. Lynkestis beschrieb den südwestlichen Teil Makedoniens und grenzte an Illyrien. Die Bewohner, die Lynkestai (Sg. Lynkestes) sollen Illyrer gewesen sein. 1997 wurden bei Ausgrabungen in unmittelbarer Nähe der Kirche Agios Pantelimonas bei Florina Überreste der Akropolis der antiken Siedlung Iraklia Lyngistis (Heraklia Lynkestis oder Heraclea Lyncestis) gefunden. Die Siedlung Heraklea Lynkestis befand sich an der Grenze der Region Lynkestis zu Illyrien.
391 v. Chr. übernahm König Argeos von Lynkestis für kurze Zeit die Macht über ganz Makedonien. Der makedonische König Philipp II. eroberte die Lynkestis erneut und fügte sie dem makedonischen Königreich hinzu. Verschiedene bedeutende Persönlichkeiten des makedonischen Königreichs stammten aus Lynkestis: Leonatos, Pelagos, Aeropos, Krateros sowie Eurydike, die Mutter Philipps II. und Großmutter Alexanders des Großen. Die faktische Oberhoheit über das heutige Florina übernahmen die Römer nach der makedonischen Niederlage bei der Schlacht von Pydna 168 v. Chr. 148 v. Chr. wurde Heraklia Lynkestis (heutiges Florina) wie das restliche Nordgriechenland zur römischen Provinz. Heraklia Lynkestis war eine wichtige Zwischenstation der römischen Via Egnatia von Byzanz über Thessaloniki nach Dyrrachium.

### Mittelalter

#### Byzantinische Epoche
Die Teilung des Römischen Reichs 395 n. Chr. brachte das Gebiet der heutigen Gemeinde Florina unter die Kontrolle des oströmischen Reichs, des späteren Byzantinischen Reichs. Im Mittelalter war das Gebiet der heutigen Gemeinde Florina Teil der Region Pelagonien. Die mittelalterliche Region Makedonien befand sich weiter östlich auf der Balkanhalbinsel.
Unter der Herrschaft des byzantinischen Kaisers Justinian I. wurde Florina als Iraklia Lakkou bezeichnet. Im 6. und 7. Jahrhundert n. Chr. siedelten sich Slawen und Bulgaren im Rahmen ihrer Landnahme auf dem Balkan in Pelagonien an.
Unter den bulgarischen Herrschern Malamir und Presian I. wurde Pelagonien im 9. Jahrhundert Teil des ersten Bulgarischen Reichs. Im 10. Jahrhundert gelang dem byzantinischen Reich die Rückeroberung der Gebiete. Der byzantinische Kaiser Basileios II. und der bulgarische Zar Samuel lieferten sich auf dem Gebiet der Ortschaft Skopos 1017 eine bewaffnete Auseinandersetzung.
Mit der Eroberung von Konstantinopel 1204 im Rahmen des vierten Kreuzzugs und der nachfolgenden Gründung von lateinischen Kaiser- und Königreichen auf dem Gebiet des byzantinischen Reichs endete zunächst die byzantinische Herrschaft. Florina fiel an das Königreich Thessaloniki; dieses konnte Florina jedoch nicht lange halten. In den kriegerischen Auseinandersetzungen gegen den griechischen byzantinischen Nachfolgestaat Despotat Epirus ging Florina an Letzteres verloren und damit wieder unter „griechische Oberhoheit“. Mit der Niederlage des Despotats Epirus 1259 gegen das wieder erstarkte byzantinische Reich fiel auch Florina unter direkte Kontrolle des byzantinischen Reichs. Diese blieb bis zum Ende des 14. Jahrhunderts bestehen. In dieser Zeit bezeichnet der byzantinische Geschichtsschreiber und Kaiser Johannes VI. Kantakuzenos das Gebiet als Flerinon. Unterbrochen wurde die byzantinische Herrschaft von der Serbiens unter König Stefan Uroš IV. Dušan. Dieser eroberte Mitte des 14. Jahrhunderts große Teile des griechischen Festlands, darunter auch Florina. Nach dem Tod des serbischen Königs konnte sich die serbische Herrschaft allerdings nicht halten und Florina fiel erneut an das byzantinische Reich.

#### Osmanische Herrschaft
Ende des 14. Jahrhunderts eroberten die Osmanen unter Sultan Murad I. Florina und bezeichneten das Gebiet nachfolgend als Fiurina. Die Bezeichnung Florina blieb ebenfalls gebräuchlich. Im 15. Jahrhundert siedelten sich Juden in Florina an. Florina und seine umgebende Region wurden in den Jahren 1630 bis 1634 in osmanischen Kopfsteuerlisten als eigenständiges Vilâyet geführt. Dem Vilayet als Verwaltungsstruktur übergeordnet war der Liwa. Im weiteren Verlauf änderte sich die Verwaltungsstruktur: Manastir (Monastir, heutiges Bitola) wurde Sitz eines gleichnamigen Vilayets und umfasste auch das Gebiet der heutigen Gemeinde Florina, das den Status eines Vilayets verlor und zu einer untergeordneten Verwaltungseinheit, der Kaza, wurde (Kaza Florina). Die osmanische Herrschaft wurde bis zur Eroberung Florinas durch griechische Truppen am 20. November 1912 nicht unterbrochen. Der griechische Befreiungskrieg von 1821 bis 1829 erfasste zwar auch die Region Makedonien und damit auch Florina, vor allem von 1821 bis zu den ersten Monaten des Jahres 1822. Ein Erfolg der Aufständischen blieb aber aus; die osmanische Besatzungsmacht schlug die Aufständischen nieder. 1836 gehörte Florina zum Paschalik (Vilâyet) Manastir (Bitola). 1837 wurde Nizam Pascha Verwalter des Vilayets Manastir, zu dem auch die Regionen um Kailar (Ptolemaida), Prilip (Prilep), Ochrid, Prespa, Siatista, Grevena und Koritsa (Korce) gehörten. Die im griechischen Unabhängigkeitskrieg gewaltsam sichtbar gewordenen nationalistischen Tendenzen bestimmten nachfolgend erheblich den Verlauf der Geschichte der Stadt und der Region Florina sowie der Region Makedonien insgesamt.

### Neuzeit

#### Das 19. und beginnende 20. Jahrhundert

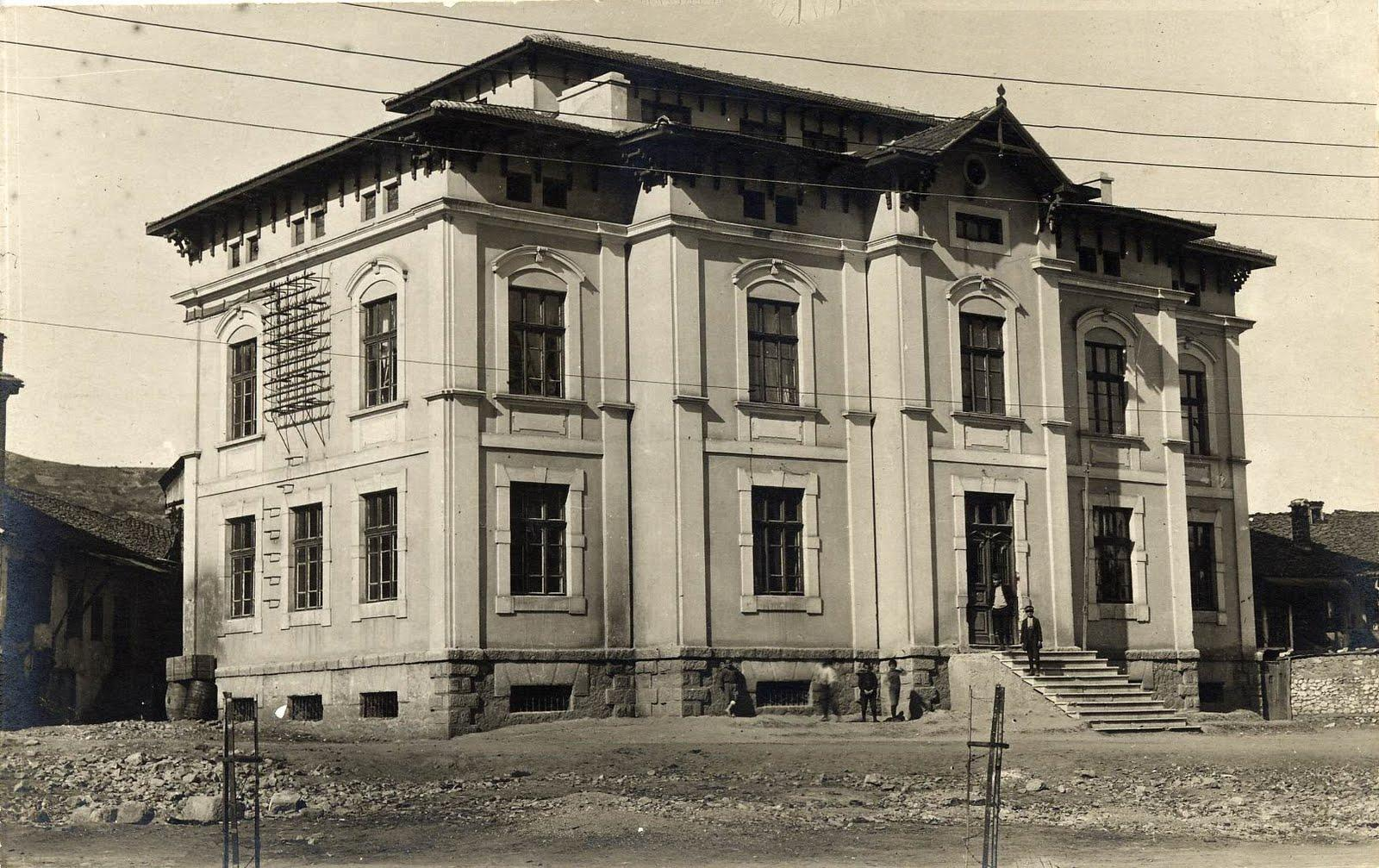
Das bulgarische Progymnasium Anfang der 1900er. Nach dem Balkankrieg wurde sie geschlossen, um ab 1914 bis Ende der 1970er als griechisches Gymnasium zu funktionieren. 1978 wurde das Gebäude abgerissen

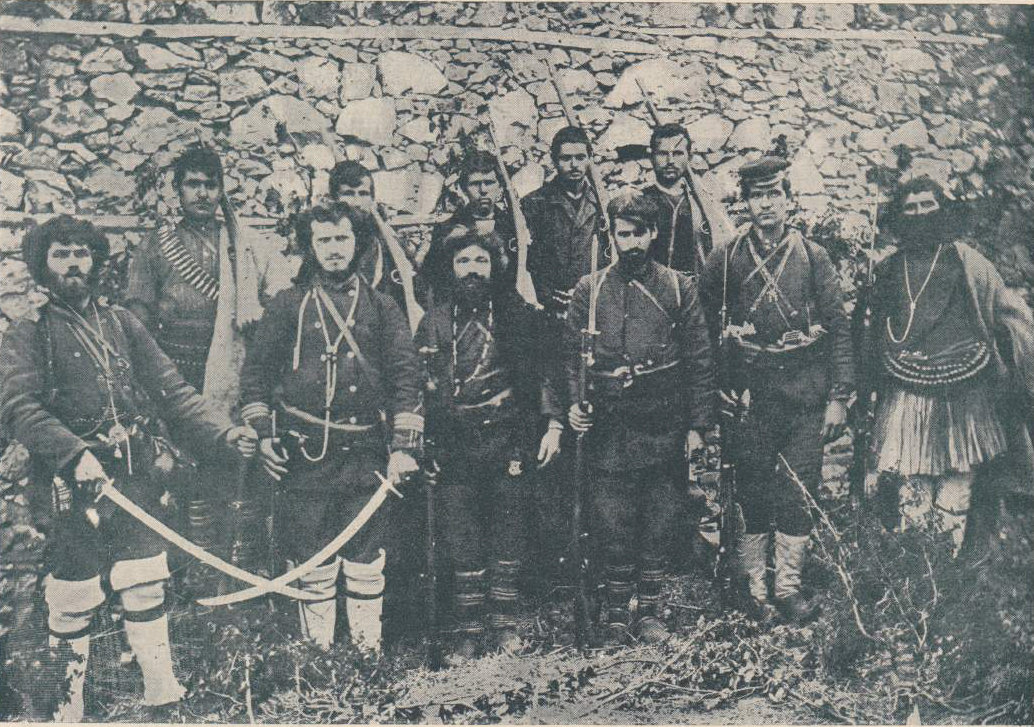
Aufständische (Komitadschi) der BMARK aus Florina, 1903

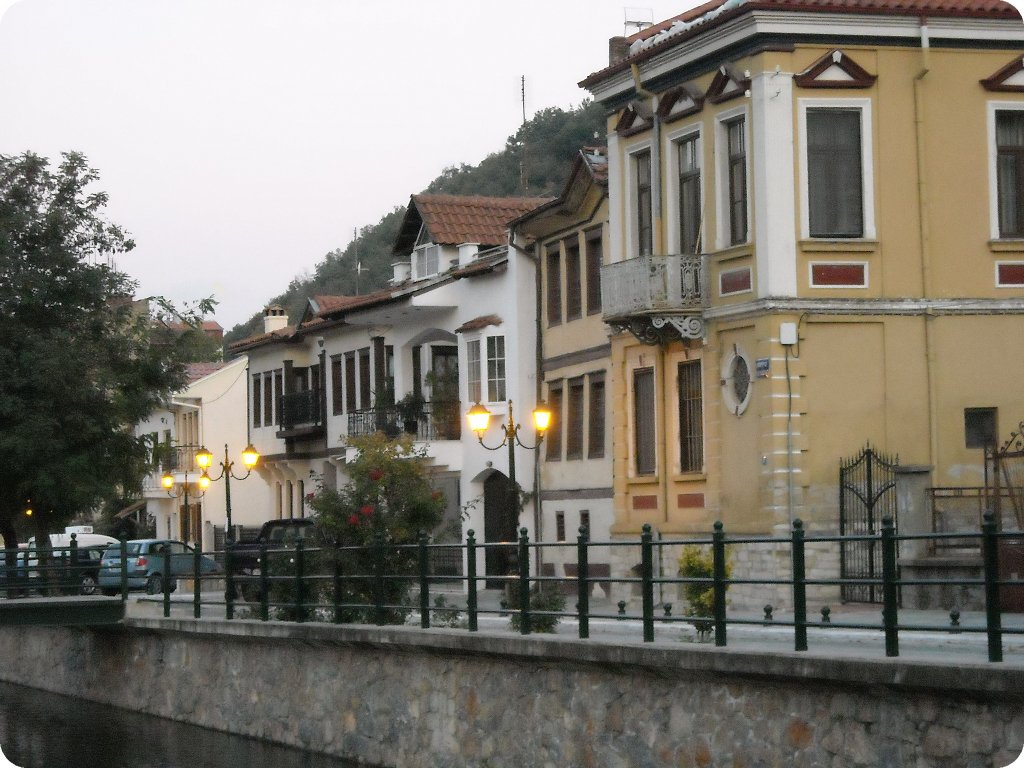
Bürgerhäuser an der Uferlinie des Flusses Sakoulevas.

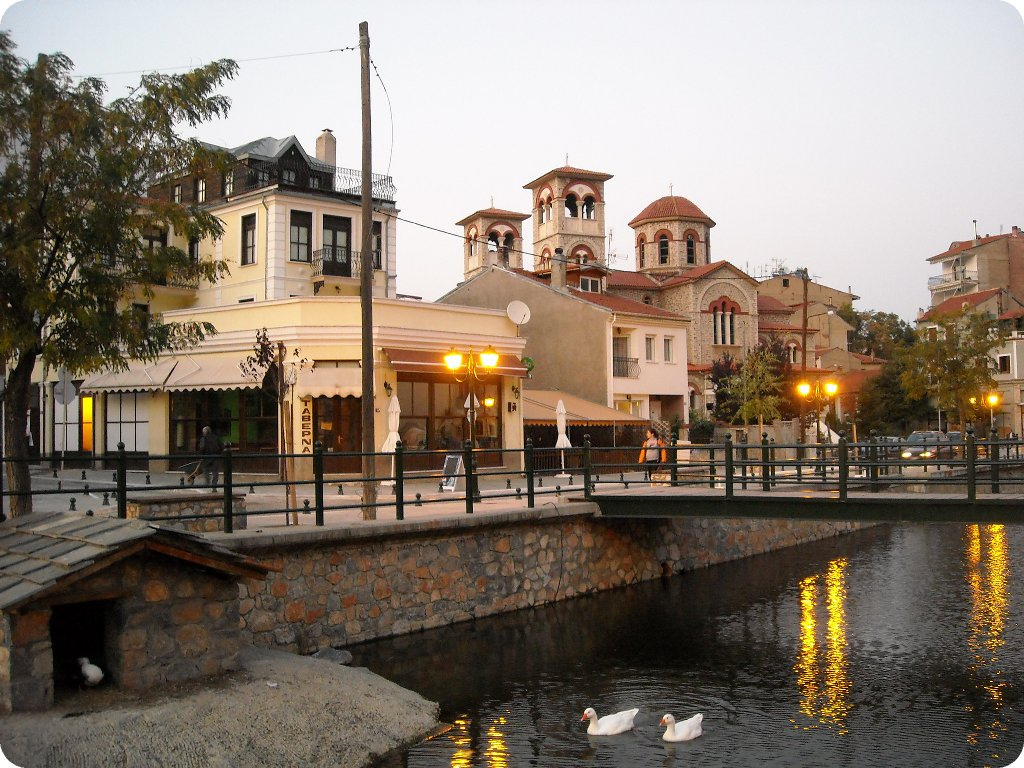
Die Kathedrale

Das 19. und frühe 20. Jahrhundert wurde in Florina dominiert von der sogenannten „mazedonischen Frage“ und den damit umschriebenen Gegensätzen der ethnischen Gruppen in der Region Makedonien, namentlich Griechen, Osmanen, Albaner, Walachen (Aromunen) und Bulgaren. Das osmanische Reich und damit auch die Region um Florina befand sich verglichen mit den westeuropäischen Staaten und selbst verglichen mit dem Russischen Reich ökonomisch und militärisch im Hintertreffen. Verlorene Kriege vor allem gegen Russland, aber auch Serbien und Bulgarien kennzeichneten den Zustand des osmanischen Reichs ebenso wie der wachsende Einfluss von westlichen Staaten wie Frankreich, Deutschland und Großbritannien. Ein Streitpunkt der einzelnen Bevölkerungsgruppen in Makedonien war beispielsweise das Millet-System (begrenzte Selbstverwaltung nach Aspekten der Religionszugehörigkeit). Dieses System führte beispielsweise zur Verwaltung des orthodoxen bulgarischen Bevölkerungsteils durch die griechisch-orthodoxe Kirche und Mitte des 18. Jahrhunderts zum Bulgarisch-griechischen Kirchenkampf. Erst 1870 im Zuge der Tanzimatreformen wurde durch den Ferman zur Errichtung des Bulgarischen Exarchats ein eigenständiges bulgarisches orthodoxes Millet (Eksarhhâne-i Millet i Bulgar) anerkannt. Dadurch konnte sich 1870 auch in Florina die bulgarische Bevölkerungsgruppe dem orthodoxen bulgarischen Exarchat anschließen und sich damit der Kontrolle der griechisch-orthodoxen Kirche entziehen, was den Kirchenkampf jedoch intensivierte. 1874 wurde die erste bulgarische Schule in der Stadt eröffnet, im März 1890 erfolgte die Einweihung der neugebauten Kirche Hl. Pantelejmon (gr. Αγίου Παντελεήμονα), die später Bischofssitz wurde, durch die bulgarische Kirchengemeinde von Florina.
Die interethnischen Spannungen entluden sich auch in wiederholten bewaffneten Aufständen gegen die osmanische Besatzungsmacht. Im Februar 1854 brach in der ganzen Region Makedonien ein Aufstand vor allem der griechischen Bevölkerungsgruppe gegen die osmanische Besatzung aus. Der Schwerpunkt der Kämpfe lag vor allem in Epirus, aber auch Gebiete in Makedonien wie die Chalkidiki bzw. Thessaloniki und Thessalien waren Orte des Aufstands. Trotz des parallel laufenden russisch-osmanischen Kriegs (Krimkrieg) gelang osmanischen Streitkräften die Niederschlagung des Aufstands im Juni 1854. Im Januar 1878 erhob sich die griechische Bevölkerungsgruppe unter Leitung der 1865 in der Stadt Florina gegründeten Nea Filiki Eteria („Νέα Φιλική Εταιρεία“, eine Namensgebung mit Anspielung auf Filiki Eteria der Griechischen Revolution) gegen die osmanische Besatzung (siehe auch Balkankrise). Der Aufstand wurde offensichtlich vom russisch-osmanischen Krieg von 1877 bis 1878 ermutigt. Mit dem Vertrag von Berlin 1878 wurde Bulgarien unabhängig. Den Bevölkerungsgruppen in Rumelien, darunter auch die Region Makedonien und Florina, wurde religiöse Autonomie gewährt. Eine Lösung der mazedonischen Frage wurde durch diese Regelungen allerdings nicht erreicht. Der Aufstand setzte sich dementsprechend fort. Im November 1878 gab es vier Hauptkampfareale: der Olymp, wo vorwiegend griechische Aufständische kämpften, und drei weitere Areale, in denen vor allem bulgarische Aufständische kämpften. Nach dem Ende des russisch-osmanischen Kriegs konnte das osmanische Reich zusätzliche Streitkräfte (23 Bataillone) in die umkämpften Gebiete verlegen. Ende des Jahres 1878, spätestens 1879 herrschte in der gesamten Region Makedonien Ruhe – die Aufstände waren durch die osmanischen Streitkräfte beendet worden. 1880 erhielt das Königreich Griechenland vom Osmanischen Reich Thessalien und anteilig Epirus. Die Region Mazedonien war von diesen Territorialkonzessionen nicht betroffen. Neben diesen ethnischen Spannungen verschärfte sich die Lage auch durch eine Missernte in der Region Makedonien; Getreide musste aus Amerika importiert werden.
1903 führte der Ilinden-Preobraschenie-Aufstand unter Führung der BMARK (Bulgarische Makedonisch-Adrianopeler Revolutionäre Komitees) zu heftigen Auseinandersetzungen mit der osmanischen Besatzungsmacht. Schwerpunkt der Auseinandersetzungen war einerseits das Vilâyet Manastır um die Ortschaft Krushevo (siehe Republik Krushevo), andererseits auch das Vilâyet Edirne (Adrianopel) im Strandschagebirge (siehe Malko Tarnowo). In der Region von Florina tobten ebenfalls heftige Kämpfe; die Stadt Florina war von den Kampfhandlungen weniger betroffen als umliegende Ortschaften. Der Aufstand wurde von der auswärtigen Presse (beispielsweise der New York Times) als „bulgarischer Aufstand“ angesehen. Am 20. August 1903 bezeichneten offizielle osmanische Berichte die Hochburgen des Aufstandes mit Krushevo, Merichoro und Florina. Am 21. August wurde die Ortschaft Armensko, das heutige Armenochori und Bestandteil der Gemeinde Florina, von osmanischen Truppen heftig beschossen. Am gleichen Tag wurden 12 osmanische Bataillone von Manastir (Bitola) in Richtung Florina in Marsch gesetzt. Ende August 1903 erreichten die Kampfhandlungen ihren offensichtlichen Höhepunkt. Das Dorf Armensko (Armenochori) war völlig von osmanischen und albanischen Truppen umstellt. Die dortige Bevölkerung und die eingeschlossenen Aufständischen wurden nach Augenzeugenberichten von den osmanischen und albanischen Truppen niedergemacht. In der Stadt Florina selbst beschreibt der gleiche Augenzeuge ein Klima der Angst. Die griechische Bevölkerung wurde durch den örtlichen Bischof (Metropoliten) der griechisch-orthodoxen Kirche angewiesen, Florina trotz der heftigen Kämpfe in der Umgebung nicht zu verlassen. Das Verbleiben der griechischen Bevölkerungsgruppe in Florina führte zu massiven Übergriffen einschließlich Ermordungen durch die eingesetzten osmanischen und albanischen Streitkräfte. Infolge der Kämpfe sollen 15.000 Menschen der bulgarischen Bevölkerungsgruppe in die Berge des Vitsi geflüchtet sein. Am 14. September 1903 berichtet der Korrespondent der Zeitung The Times, dass das Dorf Armensko (heute: Armenochori) überwiegend von Griechen bevölkert gewesen sei. Es sei von den osmanischen Truppen, die durch das Tal des Sakoulevas nach Westen in Richtung Pisoderi zogen, eingeschlossen und nachfolgend abgebrannt worden. Eine Evakuierung der Bevölkerung von Armensko habe nicht stattgefunden.
Diese Eskalation der Gewalt blieb nicht ohne Gegenreaktion. Obwohl der Ilinden-Aufstand durch die osmanischen Truppen bis Ende 1903 niedergeschlagen wurde, eskalierte in den Folgejahren die Gewalt zwischen den einzelnen Bevölkerungsgruppen. Am 21. Oktober 1904 töteten griechische Andarten 20 bulgarische Aufständische in der Nähe der Stadt Florina. Am 14. November 1905 erschossen griechische Banden 6 Angehörige der bulgarischen Bevölkerungsgruppe in der Nähe von Florina während einer Hochzeit und brannten anschließend das Gebäude nieder, so dass 15 Menschen ihr Leben verloren.
Trotz dieser heftigen und auch „blutrünstigen“ nationalen und auch nationalistischen Gegensätze, die neben ethnischer auch eine wirtschaftliche Motivation hatten, führte beispielsweise die jungtürkische Revolution 1908 zu Verbrüderungsszenen, von allerdings nur sehr kurzer Dauer. Die jungtürkische Revolution fand bei den Bewohnern von Florina positiven Anklang. Der in Florina geborene türkische Schriftsteller Necati Cumalt beschreibt ausgeprägte Kundgebungen der Freude in der letzten Juliwoche 1908. Bereits im August 1908 beschreibt der gleiche Autor eine Rückkehr zu „Unsicherheiten und Ängsten vor früherem Zorn, tief verwurzelten Kämpfen [und] Hass [...]“ Die muslimische Bevölkerungsgruppe empfand die Amnestie von Verbänden und Organisationen mit Übergriffen gegen die muslimische Bevölkerungsgruppe als nicht gut.
Ende des 19. bzw. Anfang des 20. Jahrhunderts wurde Florina als Stadt mit 11.000 meist muslimischen Einwohnern sowie 3 Moscheen und einer griechischen Kirche beschrieben. Florina war zu diesem Zeitpunkt Sitz des griechisch-orthodoxen Bischofs von Moglena und Sitz eines Kaimakams (Gouverneur). Dieser stand dem Sanjak (Kaza) von Florina vor.

#### Balkankriege
Im Oktober 1912 brach der Erste Balkankrieg zwischen Montenegro, Serbien, Bulgarien und Griechenland einerseits und dem osmanischen Reich andererseits aus. Nach der für Griechenland erfolgreichen Schlacht von Giannitsa am 1. und 2. November 1912 spaltete sich die 5. griechische Division unter Oberst Mathiopoulos von der nach Thessaloniki strebenden Hauptstreitmacht ab und marschierte in Richtung Florina. Am 5. und 6. November 1912 kam es am Klidi-Pass zur auch als solcher bezeichneten ersten Schlacht von Vevi. Die osmanischen Streitkräfte konnten den griechischen Angriff vorerst abwehren. Nach dem Fall von Thessaloniki wurden griechische Truppen in Richtung Bitola nach Nordwesten von Thessaloniki aus entsandt. Der gleichzeitige serbische Sieg bei der Schlacht um Bitola und die Einnahme der Stadt am 19. November 1912 führte zu einem zunehmenden militärische Druck und schwächten die Verteidigungsposition ostsüdöstlich von Florina am Klidi-Pass, so dass die griechische 5. Division nach Regruppierung den Klidi-Pass überquerte und am 20. November 1912 die Stadt Florina einnahm. Die griechischen Streitkräfte rückten daraufhin weiter nach Westen und Nordwesten vor und überschritten die albanische Grenze.
Kurze Zeit später, Ende Juni 1913, standen sich die im Ersten Balkankrieg verbündeten Staaten als Gegner im Zweiten Balkankrieg gegenüber: eine Allianz aus Griechenland und Serbien (später auch Rumänien) richtete sich gegen Bulgarien. Bei den Friedensverhandlungen mit dem abschließenden Vertrag von Bukarest vom 16. August 1913 verständigten Serbien und Griechenland sich nicht auf eine Grenzlinie zwischen den beiden Staaten. Eine nach dem Vertrag eingesetzte Grenzfindungskommission legte die griechisch-serbische Grenze anschließend fest. Der Vertreter des serbischen Außenministeriums Čaponić in Bitola hatte die Absicht, das Gebiet um die Stadt Florina für Serbien einzufordern. Anfang Oktober 1913 wurde die Arbeit der Grenzfindungskommission beendet; Florina und die umgebende Region wurde Griechenland zugeschlagen, die festgelegte Grenze entspricht der heutigen griechischen Nordgrenze im Bereich der Präfektur Florina.
Im Mai 1913 wurde in Florina ein Amt für Archäologie eingerichtet.

#### Erster Weltkrieg
Im Ersten Weltkrieg war die Gegend um Florina eines der Hauptkampfgebiete zwischen den Alliierten und den Mittelmächten auf griechischem Staatsgebiet (neben Ostmakedonien und Westthrakien). Nach den erfolglosen Offensiven Österreich-Ungarns auf Serbien 1914 wurde Serbien, welches zum damaligen Zeitpunkt an Griechenland und damit auch an die Region um Florina unmittelbar angrenzte, im Herbst 1915 von den Streitkräften der Mittelmächte (einschließlich Bulgarien nach dessen Eintritt in den Krieg auf Seiten der Mittelmächte) erobert. Die serbische Armee wurde dabei aus Serbien in Richtung Montenegro an die Adriaküste getrieben und anschließend von französischen Schiffen auf die Insel Korfu gebracht. Trotz des Kriegsbeitritts Bulgariens, welches nach dem verlorenen Zweiten Balkankrieg 1913 gegenüber Griechenland noch Gebietsansprüche mit Bezug auf Zentral- und Ostmakedonien sowie Westthrakien hatte, wurde bis 1916 die griechische Nordgrenze infolge der griechischen Neutralität zu Beginn des Ersten Weltkrieges respektiert. Mit der Landung französischer und britischer Truppen in Thessaloniki 1915 blieb die griechische Neutralität offiziell zwar bis 1917 bestehen, de facto trat die griechische Gegenregierung unter Eleftherios Venizelos allerdings schon 1916 den alliierten Mächten der Entente bei.
Emil Ludwig, der die Stadt 1915 besuchte, beschreibt das Florina dieser Zeit:

„Florina – das erste Ziel – ist gefährlich oder nimmt doch den Schein an. In dunklen Straßen wogt eine klebrige Masse von Männern umher, viele türkisch angezogen, meist mit Dolchen, wo nicht mit Brownings armiert, die man ahnt, wo sie unsichtbar blieben. Der Ort ist voll ententistischer Agenten, Spione, Schieber, und jeder Deutsche ist längst avisiert, ehe sein einrollender Wagen die Leute auf die Hauptstraße lockt.
Aber der sechsundzwanzigjährige Präfekt – seither von den Franzosen wegen Deutschenfreundschaft abgesetzt – sowie ein griechischer Arzt, Flüchtling von Monastir, reden Deutsch wie alle, die bei uns studiert haben, und der Präfekt vor allem verschwendet eine solche Fülle von Artigkeiten auf den Fremden, daß man in seiner Sphäre die Dunkelheit seiner Bürger vergißt, die an Ecken, unter Brücken, vor Kneipen herumhocken, wie der Bravo in der alten Oper.“
Am 19. Juni 1916 begannen bulgarische Truppen an der Salonikifront ihren Vormarsch auf griechisches Staatsgebiet nördlich von Florina. Nach zunächst nur geringen Kämpfen gelang den bulgarischen Streitkräften am 18. August 1916 die Einnahme der Stadt Florina. Die griechischen Truppen in den betroffenen Gebieten nahmen den Kampfhandlungen nicht teil und verhielten sich neutral. Die Bevölkerung Florinas floh vor den anrückenden bulgarischen Truppen in Richtung Amyndeo (Sorovits). Die Stadt Florina und das heutige Gebiet der gleichnamigen Gemeinde wurde von den Truppen Bulgariens und der Mittelmächte besetzt. Am 8. September 1916 forderte der deutsche Stadtkommandeur Florinas die griechische Verwaltung auf, Florina zu verlassen, nachdem der griechische Politiker Eleftherios Venizelos in Thessaloniki eine Gegenregierung zur königlichen Regierung in Athen ausgerufen hatte und den Eintritt Griechenlands auf Seiten der Alliierten in den Ersten Weltkrieg aktiv betrieb. Am 13. September 1916 eroberten serbische und französische Truppen Amyndeo (Sorovits) von den Bulgaren zurück, womit die Offensive zur Rückeroberung von Florina begann. Am 16. September 1916 erreichten die alliierten Truppen den Broda-Fluss 10 km nordöstlich von Florina unter Zurückdrängung der bulgarischen Truppen. Die Stadt Florina samt dem strategisch wichtigen Bahnhof wurde am 18. September 1916 von kombinierten französisch-russischen Truppen eingenommen. Nur einen Tag später überschritten die alliierten Truppen die griechische Nordgrenze nördlich von Florina.

#### Zwischen den Weltkriegen
Die Zeit zwischen dem Ende des ersten und Beginn Zweiten Weltkriegs (1918–1940) brachte für die Stadt Florina keine politische Ruhe. Nach der griechischen Niederlage im Griechisch-Türkischen Krieg von 1919 bis 1922 (der sogenannten „kleinasiatischen Katastrophe“) führte der im Vertrag von Lausanne von 1923 vereinbarte Bevölkerungsaustausch von 1,5 Millionen Griechen und 0,5 Millionen Türken zu einer Änderung der Bevölkerungszusammensetzung in Florina. Der türkische Bevölkerungsanteil sank, der griechische stieg. Der türkische Schriftsteller Necati Cumalı musste im Rahmen dieses Bevölkerungsaustausches seine Geburtsstadt Florina verlassen. Im Jahr des Bevölkerungsaustausches 1923 endete auch die Existenz einer Mufti-Stelle in Florina.
In den Jahren 1921 bis 1925 betrug die Sterblichkeit in der Bevölkerungsgruppe der Flüchtlinge an Malaria nach Angaben der Gesellschaft für eine Anti-Malaria-Kampagne 15–75 %. Die Flüchtlingssiedlungskomitees und internationale Hilfe (Völkerbund) versuchten mittels massivem Einsatz von Chinin die Malaria unter den Flüchtlingen wie auch unter der ortsansässigen Bevölkerung zu kontrollieren bzw. zurückzudrängen.
Ab 1912 erfolgten auf Erlass der griechischen Regierung Umbenennungen von Ortsnamen slawischer und/oder türkischer Herkunft in griechische Ortsnamen (vgl. Umbenennungen von Ptolemaida und Giannitsa). Die Stadt Florina selbst war von dieser Umbenennung nicht betroffen, da der Name Florina auch in osmanischer Zeit gebräuchlich war, unbesehen der gleichzeitig verwendeten slawischen Bezeichnung Lerin. Den Umbenennungen war mit dem königlichen Erlass vom 6. Mai 1909 eine gesetzliche Grundlage gegeben worden: mit diesem Gesetz war eine „Kommission für Ortsnamen“ (Epitropi Toponymion) gegründet worden. Der heutige Gemeindebezirk Armenochori erhielt den heute gebräuchlichen Namen 1919 (bis dahin: Ermenovo oder Armenovo oder Armenoro), Mesonisi 1926 (bis dahin: Lazeni), Simos Ioannidis 1957 (bis dahin: Mostesnica), Trivouno 1927 (bis dahin: Tyrsia), Alona 1927 (bis dahin: Armensko), Koryfi 1927 (bis dahin: Touria), Proti 1928 (bis dahin: Kambasnica) und Skopia 1927 (bis dahin: Skritsova).
Mit Beginn der quasi-faschistischen Diktatur unter Ioannis Metaxas 1936 stieg der politische Druck auf die slawische Bevölkerungsgruppe an. Unter Annahme von Beziehungen zu „Gegnern Griechenlands“ drohten Benutzern der slawischen Sprache bzw. Sprachen Gefängnisstrafen.

#### Zweiter Weltkrieg
Der Zweite Weltkrieg begann für Florina mit dem italienischen Angriff vom italienisch besetzten Albanien auf Griechenland am 28. Oktober 1940. Eine Stoßrichtung des ursprünglichen italienischen Angriffsplans zielte auf Florina und sah dessen Eroberung durch italienische Truppen vor (siehe Karte). Zwei italienische Divisionen sollten Florina mit einer Zangenbewegung erobern. Den italienischen Truppen gelang ein Vormarsch auf griechisches Gebiet vor allem im Pindos-Gebirge bis Vovousa und Konitsa; Florina und vor allem die Stadt Florina wurden von italienischen Truppen nicht erreicht. Der italienische Angriff blieb nach deutschen Quellen bereits nach wenigen Tagen „ohne auch nur annähernd sein Ziel zu erreichen“ stecken. Binnen einer Woche, im November 1940, eröffneten griechische Truppen von Florina aus eine Offensive gegen die italienischen Truppen und drängten diese auf albanisches Territorium in Richtung Korça (Koritsa) zurück.
Am 6. April 1941 griffen deutsche Truppen der 12. Armee unter dem Oberkommando von Generalfeldmarschall Wilhelm List von ihren Aufmarschstellungen auf bulgarischem Territorium die griechischen Verteidigungsstellungen entlang der Metaxas-Linie östlich des Tal des Flusses Axios auf breiter Front an (Unternehmen Marita). Am 9. April 1941 stießen die deutsche Verbände nach Eroberung der Stadt Bitola (Monastir, Manastir) im damaligen Süd-Serbien (heute Nordmazedonien) – darunter auch die 1. SS-Panzer-Division sowie das XXXX. motorisierte Armeekorps nach Süden vor und erreichten das griechische Staatsgebiet nördlich von Florina. Griechische Streitkräfte zur Verteidigung der Stadt und der Ebene von Florina mussten eilig verlegt werden, da das Gros der griechischen Truppen entweder östlich an der Metaxas-Linie stand oder westlich auf albanischem Territorium italienischen Truppen gegenüberstand. Zwei griechische Divisionen stellten sich den deutschen Angreifern, welche durch die sogenannte „Monastir-Lücke“ über Bitola nach Süden auf griechisches Territorium drangen. Am 10. April 1940 wurde die Stadt Florina von deutschen Truppen trotz heftiger Gegenwehr der griechischen Truppen erobert. Die Kämpfe zwischen deutschen und griechischen Truppen setzten sich die beiden folgenden Tage fort; Ostsüdöstlich von Florina trafen deutsche Truppen bei der Ortschaft Vevi auf Streitkräfte des britischen, australischen und neuseeländischen Expeditionskorps und durchbrachen deren Abwehrstellungen am 12. April 1941. Nach der endgültigen griechischen Niederlage Ende April 1941 verblieb Florina und das Gebiet um Florina in der deutschen Besatzungszone, welche sich in Nordgriechenland von Florina bis an den Fluss Strymonas erstreckte. Italien, welches Albanien besetzt hatte und von dort aus Griechenland am 28. Oktober 1940 angriff, erhob Gebietsansprüche auf Florina, welches Albanien zugeschlagen werden sollte. Dem standen bulgarische Ansprüche gegenüber, welche mittels ethnischer Zugehörigkeit der Bevölkerung von Florina zu Bulgarien begründet wurden („rein bulgarischen Bevölkerung“).
Die ca. 400 Personen umfassende jüdische Gemeinde in der Stadt Florina wurde am 9. Mai 1943 zusammen mit den jüdischen Gemeinden von Veria, Thessaloniki, Soufli, Didymoticho und Orestiada in das Konzentrationslager Auschwitz deportiert und dort ermordet.
1943 wurden in Florina nach dem Übertritt Italiens zu den Alliierten 200 italienische Offiziere aus Korfu und Kefallinia in Florina interniert. 800 weitere italienische Soldaten der Division Modena wurden zum Arbeitsdienst in der Region um Florina nach 1943 gezwungen.
Aktivitäten des Widerstands gegen die deutsche Besatzungsmacht erfolgten ab 1943. Das Kriegstagebuch des Oberkommandos der Wehrmacht erwähnt mehrfach Bandenaktivitäten im Raum Florina.
Neben Widerstand fanden auch Kollaborationen mit den deutschen Besatzern statt. Einzelne Angehörige der bulgarischen Bevölkerungsgruppe identifizierten sich mit dem deutschen Verbündeten Bulgarien und traten in dessen Armee ein. Bereits nach dem italienischen Angriff hatten italienische Propagandabemühungen das Vorhaben, slawische Bevölkerungsteile unter der Vorhaltung einer größeren Unabhängigkeit auf italienischer Seite zum Waffengang zu bewegen. Einzelne Angehörige der slawischen Bevölkerungsgruppen folgten diesen Aufrufen, welche durch die italienischen Bemühungen um Angliederung von Florina an Albanien konterkariert wurden.
Ende Oktober 1944 ziehen sich die deutschen Truppen aus Florina zurück.

#### Griechischer Bürgerkrieg
Die Gemeinde Florina war im griechischen Bürgerkrieg von Mitte 1946 bis Mitte 1949 Schauplatz wiederholter kriegerischer Auseinandersetzungen zwischen den linksgerichteten Aufständischen der Demokratischen Armee Griechenlands (DSE) unter kommunistischer Führung und der regulären griechischen Armee unter dem Kommando der eher rechtsgerichteten Regierung in Athen. Eine der beiden Hochburgen der Aufständischen unter kommunistischer Führung befand sich südöstlich der Stadt Florina auf dem Gebiet der heutigen Gemeinde Florina: der Berg Vitsi mit seinen nördlichen und nordöstlichen Flanken.
Vor Ausbruch der eigentlichen Kriegshandlungen führt die Regierung in Athen ein Referendum über die Frage Monarchie oder Republik in Griechenland durch. 25.961 Stimmberechtigte waren in der Präfektur Florina in den Wählerlisten aufgeführt, 17.477 Wähler gaben ihre Stimme ab. Für die Republik und damit dauerhafte Abschaffung der Monarchie stimmten 8.056 Wähler, für die Monarchie 9.250 Wähler bei 170 ungültigen Stimmabgaben. Die Bewohner der Präfektur Florina stimmten analog der Mehrheit in ganz Griechenland. In den nachfolgend aufflammenden Kampfhandlungen bleibt es um Florina zunächst ruhig. Im Januar 1947 rücken die Kampfhandlungen näher an Florina; eine Telefonleitung wird sabotiert und zwei Dörfer im Bereich der Prespa-Seen werden geplündert. Am 1. Februar 1947 wurde Argyrios Dimou aus dem Dorf Trivouno der Gemeinde Florina, an der Nordflanke des Berges Vitsi gelegen, nach Verurteilung zum Tode wegen illegalen Waffenbesitzes exekutiert; sein Bruder Georgios Dimou erhielt eine lebenslange Gefängnisstrafe aufgrund der Kollaboration mit den Aufständischen. Ende Mai wird die Stadt Florina durch Aufständische unmittelbar beschossen. Dabei wurden offensichtlich die Ausfallstraßen der Stadt gezielt unter Feuer genommen. Am 20. August 1947 schilderte ein Korrespondent der Zeitung Eleftheria die Stadt Florina als Heerlager; die Stadtbevölkerung hätte tägliche Angst zum Ziel der Angriffe der Aufständischen zu werden.
Im Oktober 1948 erreichten die Kampfhandlungen endgültig das Gemeindegebiet von Florina. Am 26. Oktober 1948 erobern die Aufständischen große Teile des Verno-Massivs einschließlich mehrerer Dörfer von der griechischen Armee. Diese kann den Gipfel Vitsi, welcher sich auf dem Gebiet der Gemeinde Florina befindet, noch halten, steht aber unter schwerem militärischem Druck der 800 bis 1.000 Aufständischen, welche diesen Angriff auf das Verno-Massiv führen. Der Verno mit seinem Gipfel Vitsi wird zur zweitwichtigsten Basis der Aufständischen. Der Wunsch der Aufständischen unter der Führung des Stalinisten Zachariadis nach einer Hauptstadt für die aufständische Bewegung bringt die Stadt Florina in die Mitte des Kampfgeschehens. Am 12. Februar 1949 um 3 Uhr nachts greifen massierte Verbände von Aufständischen mit einer Stärke von 4.000 Kämpfern die Stadt Florina unmittelbar an und versuchen deren Eroberung, sowohl im Häuserkampf als auch durch Artilleriebeschuss aus den angrenzenden Bergen. Der südwestlich der Stadt gelegene Vitsi mit seiner aufständischen Infrastruktur erweist sich als ideale Ausgangsbasis für eine solche eher konventionelle militärische Operation. Neben dem Vitsi erfolgt der Angriff der Aufständischen auch vom nördlich gelegenen Varnous-Massiv. Den Aufständischen gelingt anfänglich ein Vormarsch bis auf 1.000 m Entfernung zur Stadtgrenze; anschließend bleibt ihr Vormarsch im Abwehrfeuer stecken. In den schweren Kämpfen bei winterlichen Witterungsbedingungen mit viel Schnee bleibt die griechische Armee siegreich und fügt den Aufständischen schwere Verluste zu; 618-783-799 tote, ca. 1.500 verwundete und 325–350 gefangene Aufständische (je nach Quelle), darunter 28 Offiziere, sind das Ergebnis der Schlacht um Florina, welche am 15. Februar 1949 endet. Die Operation der Eroberung Florinas wurde zu einem regelrechten Fiasko für die Aufständischen. Trotz der gleichzeitig zum Angriff auf die Stadt Florina geführten Angriffe auf die Nachschubwege der griechischen Armee südlich von Vevi (Klidi-Pass) und östlich von Kelli (Kili Derven-Pass) gelang es den Aufständischen nicht die Oberhand zu gewinnen. Die griechische Armee verlor 44 Tote und 220 Verletzte in der Schlacht. 35 Soldaten wurden nach den Kämpfen vermisst. Der Angriff der DSE auf die Stadt Florina war ihr letzter Angriff auf eine größere Siedlung und zugleich ihr letzter größerer Angriff außerhalb ihrer Schwerpunkte Grammos und Vitsi im Griechischen Bürgerkrieg.
Im weiteren Verlauf wurden die Aufständischen immer weiter auf ihre Basis am Vitsi-Gipfel zurückgedrängt. Ein Angriff der Aufständischen von ihrer Basis am Vitsi auf die Ortschaft Derven südöstlich von Trivouno wurde am 15. Mai 1949 von der griechischen Armee erfolgreich zurückgeschlagen. Anfang August beginnt eine Großoffensive der griechischen Streitkräfte gegen den Vitsi-Gipfel, den Pisoderi-Pass und die Berge um die Prespa-Seen. Binnen einer Woche wird der gesamte Bereich erobert; ein Drittel der Aufständischen flieht in das angrenzende Albanien, die Aufständischen verlieren ihren zweitwichtigsten Stützpunkt nach dem Grammos-Massiv.
Im Juni 1949 waren mindestens 19 Dörfer in den Bergen in der Region Florina evakuiert bzw. von ihrer Bevölkerung verlassen: ein Teil der Evakuierten bzw. Flüchtlinge floh in die Stadt Florina.
Die Kriegshandlungen sind für die Stadt Florina und das Gemeindegebiet von Florina Mitte August 1949 abgeschlossen. Die Folgen des Bürgerkrieges bleiben jedoch deutlich sichtbar. Am 22. August 1949, eine Woche nach der Niederlage der Aufständischen im Gebiet von Florina, verurteilt das Militärgericht in der Stadt Florina von insgesamt 112 Angeklagten 53 Personen zum Tode wegen Sabotage und Spionage für die griechische Guerilla. 11 weitere Personen werden zu lebenslangen Gefängnisstrafen verurteilt, weitere 9 Personen müssen 20 Jahre ins Gefängnis, 2 weitere für drei Jahre.

#### Nachkriegszeit

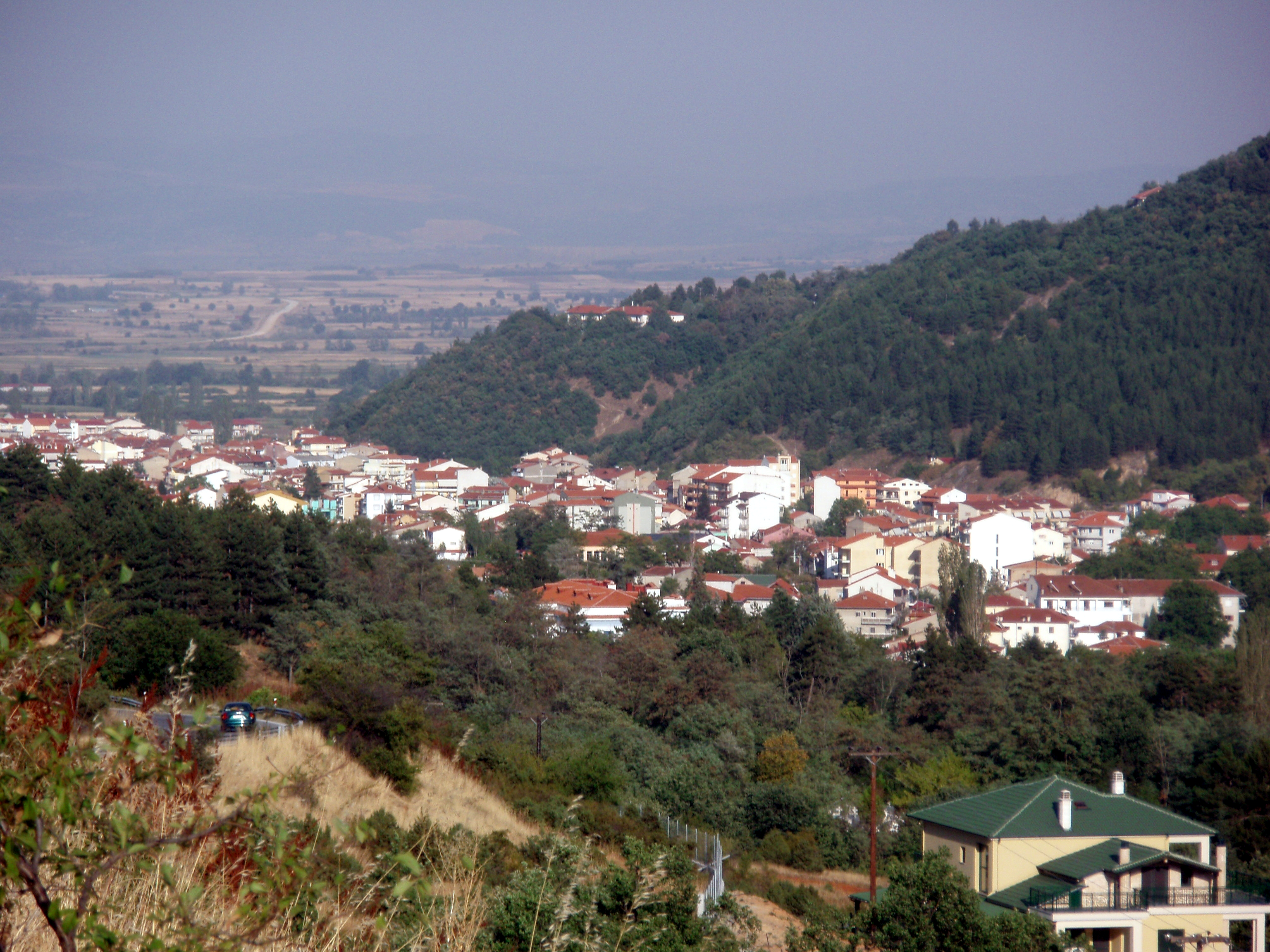
Florina von der Nationalstraße 2 nach Vigla aus gesehen.

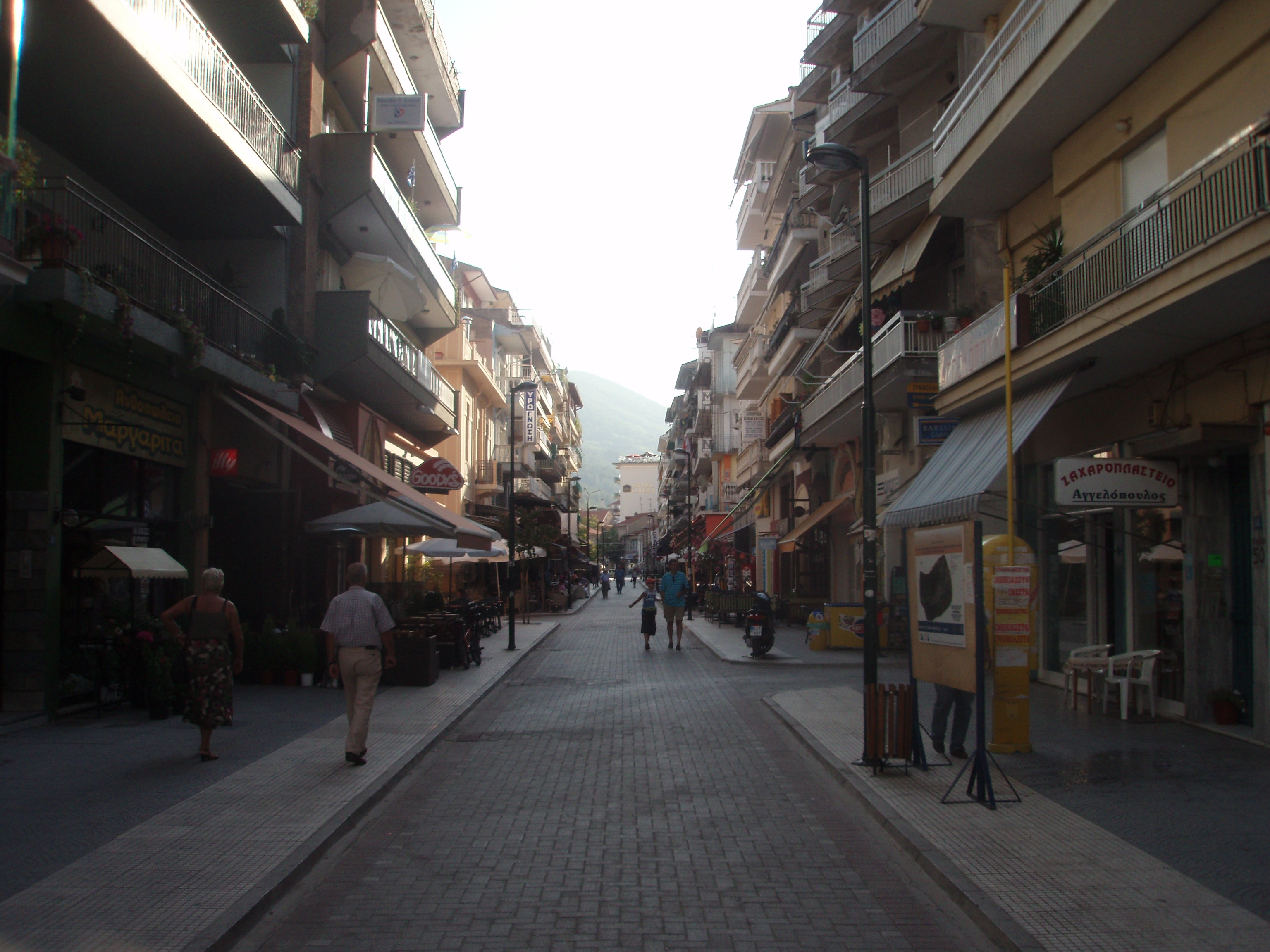
Fußgängerzone im Stadtzentrum.

Sowohl die Stadt Florina als auch die Region hatten unter den Folgen des Bürgerkriegs zu leiden. 1954 entließ die griechische Regierung unter Ministerpräsident Alexandros Papagos alle Mazedonier aus dem öffentlichen Dienst. 1959 wurden Bewohner der Dörfer um Florina und Kastoria dazu aufgefordert öffentlich zu erklären, dass sie kein Mazedonisch sprächen. Ob die Stadt Florina explizit betroffen war, ist nicht bekannt. Trotz dieser repressiven Maßnahmen trat gleichzeitig eine erhebliche Erleichterung für die Bevölkerung ein: Im gleichen Jahr vereinbarten die griechische und die jugoslawische Regierung eine Regelung für einen freien kleinen Grenzverkehr zwischen Griechenland und Jugoslawien. Hierbei durften Bewohner in einer 10 km breiten Zone nördlich und südlich der Grenze diese frei überqueren. Dieser Grenzverkehr fand teilweise auch ohne Nutzung von Pässen statt. Die griechische Militärjunta beendete 1967 dieses Abkommen. Nach dem Ende der Militärdiktatur und der Redemokratisierung Griechenlands wurden die Repressionen gegenüber der slawisch-mazedonischen Bevölkerung zurückgenommen.
Die Repressionsmaßnahmen gegen den slawisch-mazedonischen Bevölkerungsanteil einerseits und die wirtschaftliche Situation andererseits führten zu einer starken Auswanderungsbewegung aus Florina in europäische Länder (darunter auch Deutschland) sowie nach Kanada und Australien. Geck identifiziert die Region um Florina (Präfektur) als die am stärksten von der Arbeitsmigration betroffene Region im Zeitraum 1961 bis 1970.
Mit der staatlichen Unabhängigkeit der ehemaligen jugoslawischen Republik Mazedonien als Republik Mazedonien entfachte sich zwischen dem neuen Staat Mazedonien und Griechenland ein heftiger Streit um die Namensgebung des Staates. Von dieser Auseinandersetzung war insbesondere die Partei Ouranio Toxo (oder Vinozito) betroffen, welche sich als politische Vertretung der (slawisch-)mazedonischen Minderheit in Griechenland versteht. 1995 wurde von einer aufgebrachten Menge das Parteibüro in der Stadt Florina gestürmt und in Brand gesetzt.

## Verwaltung, Bevölkerung und Politik

### Verwaltungsgliederung
Die Stadt Florina war seit 1918 eine Stadtgemeinde (dimos). Nach 1997 und der zum damaligen Zeitpunkt durchgeführten griechischen Kommunalreform Ioannis Kapodistrias wurde die Gemeinde Florina um einige Nachbarorte vergrößert; mit der Verwaltungsreform 2010 wurden zum 1. Januar 2011 die Gemeinden Kato Klines, Meliti und Perasma eingemeindet. Die Gemeinden von 1997 bilden seither vier Gemeindebezirke (Ez. gr. dimotiki enotita), die Gemeinden aus der Zeit vor 1997 werden als Stadtbezirke (gr. dimotiki kinotita) bzw. Ortsgemeinschaften (topiki kinotita) geführt. Daraus ergibt sich folgende Gemeindegliederung (Einwohnerzahlen nach Volkszählung 2011):

Lage des Gemeindebezirks Florina in der Gemeinde

- Gemeindebezirk Florina – Δημοτική Ενότητα Φλώρινας - 19.985 Einwohner
  - Stadtbezirk Florina - Δ. Κ. Φλώρινας - 17.686 Einwohner
    - Florina - Φλώρινα - 17.686 Einwohner

  - Ortsgemeinschaft Simos Ioannidis - Τ. Κ. Σίμος Ιωαννίδης - 221 Einwohner
    - Simos Ioannidis - Σίμος Ιωαννίδης - 221 Einwohner
    - Trivouno - Τρίβουνο - unbewohnt
    - Kalogeritsa - Καλογερίτσα - unbewohnt

  - Ortsgemeinschaft Alona - Τ. Κ. Αλώνων - 211 Einwohner
  - Ortsgemeinschaft Armenochori - Τ. Κ. Αρμενοχωρίου - 986 Einwohner
  - Ortsgemeinschaft Koryfi - Τ. Κ. Κορυφής - unbewohnt
  - Ortsgemeinschaft Mesonisi - Τ. Κ. Μεσονησίου - 198 Einwohner
  - Ortsgemeinschaft Proti - Τ. Κ. Πρώτης - 120 Einwohner
  - Ortsgemeinschaft Skopia - Τ. Κ. Σκοπιάς - 563 Einwohner

Lage des Gemeindebezirks Kato Klines in der Gemeinde

- Gemeindebezirk Kato Klines - Δημοτική Ενότητα Κάτω Κλεινών - 2.735 Einwohner
  - Ortsgemeinschaft Agia Paraskevi - Τ. Κ. Αγίας Παρασκευής (Αγία Παρασκευή) - 136 Einwohner
  - Ortsgemeinschaft Akritas - Τ. Κ. Ακρίτα (Ακρίτας) - 100 Einwohner
  - Ortsgemeinschaft Ano Kalliniki - Τ. Κ. Άνω Καλλινίκης (Άνω Καλλινίκη) - 275 Einwohner
  - Ortsgemeinschaft Ano Klines - Τ. Κ. Άνω Κλεινών (Άνω Κλεινές) - 179 Einwohner
  - Ortsgemeinschaft Ethniko - Τ. Κ. Εθνικού (Εθνικό) - 58 Einwohner
  - Ortsgemeinschaft Kato Kallinikis - Τ. Κ. Κάτω Καλλινίκης (Κάτω Καλλινίκη) - 85 Einwohner
  - Ortsgemeinschaft Kato Klines - Τ. Κ. Κάτω Κλεινών (Κάτω Κλεινές) - 394 Einwohner
  - Ortsgemeinschaft Kladorrachi - Τ. Κ. Κλαδορράχης - 97 Einwohner
    - Kladorrachi - Κλαδορράχη - 92 Einwohner
    - Kimisis tis Theotokou - Κοίμησις της Θεοτόκου - 4 Bewohner

  - Ortsgemeinschaft Kratero - Τ. Κ. Κρατερού (Κρατερό) - 84 Einwohner
  - Ortsgemeinschaft Marina - Τ. Κ. Μαρίνης (Μαρίνα) - 120 Einwohner
  - Ortsgemeinschaft Mesochori - Τ. Κ. Μεσοχωρίου (Μεσοχώρι) - 358 Einwohner
  - Ortsgemeinschaft Mesokambos - Τ. Κ. Μεσοκάμπου (Μεσόκαμπος) - 67 Einwohner
  - Ortsgemeinschaft Neos Kafkasos - Τ. Κ. Νέου Καυκάσου (Νέος Καύκασος) - 229 Einwohner
  - Ortsgemeinschaft Niki - Τ. Κ. Νίκης (Νίκη) - 273 Einwohner
  - Ortsgemeinschaft Parorio - Τ. Κ. Παρορείου (Παρόρειο) - 23 Einwohner
  - Ortsgemeinschaft Polyplatano - Τ. Κ. Πολυπλατάνου (Πολυπλάταν) - 257 Einwohner

Lage des Gemeindebezirks Meliti in der Gemeinde

- Gemeindebezirk Meliti - Δημοτική Ενότητα Μελίτης - 5.927 Einwohner
  - Ortsgemeinschaft Achlada - Τ. Κ. Αχλάδας - 486 Einwohner
    - Achlada - Αχλάδα - 271 Einwohner
    - Ano Achlada - Άνω Αχλάδα - 102 Einwohner
    - Giourouki - Γιουρούκι - 31 Einwohner

  - Ortsgemeinschaft Itea - Τ. Κ. Ιτέας - 542 Einwohner
  - Ortsgemeinschaft Lofi - Τ. Κ. Λόφων (Λόφοι) - 355 Einwohner
  - Ortsgemeinschaft Meliti - Τ. Κ. Μελίτης (Μελίτη) - 1.432 Einwohner
  - Ortsgemeinschaft Neochoraki - Τ. Κ. Νεοχωρακίου - 518 Einwohner
    - Agios Athanasios - Άγιος Αθανάσιος - 33 Einwohner
    - Neochoraki - Νεοχωράκι - 485 Einwohner

  - Ortsgemeinschaft Palestra - Τ. Κ. Παλαίστρας - 289 Einwohner
  - Ortsgemeinschaft Pappagiannis - Τ. Κ. Παππαγιάννη - 581 Einwohner
  - Ortsgemeinschaft Sitaria - Τ. Κ. Σιταριάς - 718 Einwohner
  - Ortsgemeinschaft Skopos - Τ. Κ. Σκοπού - 114 Einwohner
  - Ortsgemeinschaft Tripotamos - Τ. Κ. Τριποτάμου - 311 Einwohner
  - Ortsgemeinschaft Vevi - Τ. Κ. Βεύης (Βεύη) - 688 Einwohner

Lage des Gemeindebezirks Perasma in der Gemeinde

- Gemeindebezirk Perasma - Δημοτική Ενότητα Περάσματος - 4.234 Einwohner
  - Ortsgemeinschaft Agios Vartholomeos - Τ. Κ. Αγίου Βαρθολομαίου - 213 Einwohner
    - Agios Vartholomeos - Άγιος Βαρθολομαίος - 172 Einwohner
    - Stathmos Vevis (‚Bahnhof Vevi‘) - Σταθμός Βεύης - 41 Einwohner

  - Ortsgemeinschaft Ammochori - Τ. Κ. Αμμοχωρίου - 1.250 Einwohner
  - Ortsgemeinschaft Ano Ydroussa - Τ. Κ. Άνω Υδρούσσης - 229 Einwohner
  - Ortsgemeinschaft Atrapos - Τ. Κ. Ατραπού - 150 Einwohner
  - Ortsgemeinschaft Drosopigi - Τ. Κ. Δροσοπηγής - 239 Einwohner
  - Ortsgemeinschaft Flambouro - Τ. Κ. Φλαμπούρου - 420 Einwohner
  - Ortsgemeinschaft Kolchiki - Τ. Κ. Κολχικής - 231 Einwohner
  - Ortsgemeinschaft Leptokaryes - Τ. Κ. Λεπτοκαρυών - 62 Einwohner
  - Ortsgemeinschaft Perasma - Τ. Κ. Περάσματος - 435 Einwohner
  - Ortsgemeinschaft Polypotamo - Τ. Κ. Πολυποτάμου - 314 Einwohner
  - Ortsgemeinschaft Triandafyllia - Τ. Κ. Τριανταφυλλέας - 64 Einwohner
  - Ortsgemeinschaft Tropeouchos - Τ. Κ. Τροπαιούχου - 323 Einwohner
  - Ortsgemeinschaft Ydroussa - Τ. Κ. Υδρούσσης - 304 Einwohner

### Bevölkerung
In der osmanischen Zeit lebten in Florina unterschiedliche Bevölkerungsgruppen: Griechen, Bulgaren, Türken und Albaner. Ami Boué berichtet für den Zeitraum zwischen 1830 und 1840, dass die Bulgaren unter anderem auch die Ebene von Florina besiedeln. Unter der slawischen Bevölkerungsgruppe unterscheidet Boué in ihrem Bericht Serben, Kroaten, Bulgaren und Dobrutscha-Kosaken. Die slawischen Mazedonier werden nicht separat bezeichnet. Exakte Zahlen über den slawischen oder slawisch-mazedonischen bzw. bulgarischen Bevölkerungsanteil der Stadt Florina liefert Boué nicht. Heinrich Barth berichtete in seiner 1864 veröffentlichten Reisebeschreibung, dass die Stadt Florina rund 2.000 Einwohner habe und von nicht unbedeutendem Rang sei. 1880 forderte Heinrich Kiepert eine Grenzziehung zwischen Griechenland und dem Osmanischen Reich infolge des Russisch-osmanischen Kriegs von 1877 bis 1878 und dem Vertrag von Berlin 1878 nördlich der Chalkidiki nach Westen hin zu einem Punkt an der ionischen Meeresküste. Er begründete seine Auffassung damit, dass diese geforderte Grenzlinie das Gebiet mit mehrheitlich Griechisch sprechender Bevölkerung nach Norden abschließe. Florina lag bzw. liegt nördlich dieser geforderten Grenzziehung, welche nicht realisiert wurde.
Anfang des 20. Jahrhunderts hatte Florina eine Bevölkerung, welche aus Griechen, Türken, Aromunen und (slawischen) Mazedoniern bestand. Insbesondere die Bevölkerungsgruppe der slawischen Mazedonier war im 20. Jahrhundert immer wieder, auch heute noch, Gegenstand von politischen Auseinandersetzungen hinsichtlich deren Nationalität bzw. Nationalitätszugehörigkeit. Die Spanne der Auffassungen reicht(e) von slawisch sprechenden Griechen über Bulgaren mit eigenem Dialekt bis hin zur eigenständigen Ethnie mit eigenständiger slawisch-mazedonischer Sprache. Bei diesen Auffassungen bzw. Zuordnungen wird – jede für sich – unklar, ob die Betroffenen sich unter freien, sicheren und ungezwungenen Umständen analog den Auffassungen oder in Teilen oder gänzlich gegen die Auffassung bzw. Zuordnung aussprechen würden. In einer vergleichenden Untersuchung mit kritischer Wertung der Quellen wurde zu der Thematik der diversen Bevölkerungsstatistiken für die geographische Region Mazedonien angemerkt:

„Much has been said about the unreliability of the various populations statistics. The statistics usually reflect the various national claims and scholars who have espoused one particular national cause often insist on the validity of only those sources that support their own position, without discussing neither the methodology nor the circumstances the data were collected under. In many cases we are faced with a war of statistics by interested parties.
Viel ist über die Unzuverlässigkeit der verschiedenen Bevölkerungsstatistiken gesagt worden. Die Statistiken reflektieren gewöhnlicherweise die verschiedenen nationalen Ansprüche, und Wissenschaftler, welche eine bestimmte nationale Sache vertreten, beharren auf der Validität nur derjenigen Quellen, welche ihre Position unterstützen, ohne die Methodik oder die Umstände zu diskutieren, unter denen die Daten erhoben worden sind. In vielen Fällen sehen wir uns einem Krieg der Statistiken durch interessierte Parteien gegenüber.“

1903 hat Florina nach Angaben der New York Times eine Bevölkerung von 11.000 Einwohnern. 1916 hatte die Stadt Florina nach einer griechischen Zählung 3.576 Griechen, 6.227 Muslime (keine Differenzierung nach ethnischer Zugehörigkeit bzw. Zugehörigkeitsgefühl) und 589 Frühere Exarchisten, was sich zu einer Gesamtbevölkerung von 10.392 Einwohnern summierte. In der gleichen Zählung wurden für die Präfektur Florina (heute: Präfekturen Florina und Kastoria) folgende Zahlen ermittelt: Griechen 71.367, Muslime (keine Differenzierung) 27.858, Frühere Exarchisten 39.764, gesamte Zahl 138.989. 1923 verlassen Angehörige der türkischen und slawisch-mazedonischen Bevölkerungsgruppe die Stadt Florina. 407 Personen der slawisch-mazedonischen Bevölkerungsgruppe verlassen Florina 1923; wie viele davon aus der Stadt Florina selbst stammten ist nicht eindeutig geklärt.
Die Stadt Florina hatte 1940 vor dem deutschen Angriff auf Griechenland 12.562 Einwohner. Nach dem Ende des griechischen Bürgerkrieges hatte die Stadt Florina 12.343 Einwohner. Dieser geringe Verlust an Einwohnern – eine korrekte Erhebung der Zahlen vorausgesetzt – steht im Gegensatz zur Bevölkerungsentwicklung der Präfektur Florina im gleichen Zeitraum. 1940 wies diese 88.895 Einwohner auf, 1950 waren es 69.391 Einwohner. Zwischen 1940 und 1950, im Verlauf des Zweiten Weltkrieges und der deutschen Besatzung Florinas vom Frühling 1941 bis Herbst 1944 und vor allem während des griechischen Bürgerkriegs vom Sommer 1946 bis zum Sommer 1949 floh ein Teil Bevölkerung aus der Region (Präfektur) Florina. Inwieweit die relativ unveränderten Bevölkerungszahlen der Stadt Florina eine unveränderte Bevölkerungszusammensetzung hinsichtlich der ethnischen Zugehörigkeit und/oder Zu- und Abgängen ohne ethnischen Hintergrund widerspiegeln ist nicht ersichtlich. Mögliche Rückschlüsse beispielsweise durch Analyse der Altersgruppenverteilung sind aufgrund fehlender Daten nicht möglich. Basierend auf den verfügbaren Zahlen für andere vom Bürgerkrieg betroffenen Regionen wie Kastoria und Grevena ist eine Flucht der ländlichen Bevölkerung bzw. eine Evakuierung derer in die Stadt Florina sehr wahrscheinlich; die Anzahl der evakuierten Dörfer der Präfektur Florina sowie der Bevölkerungsrückgang der Präfektur bei relativ konstanter Bevölkerungsanzahl der Stadt Florina machen eine solche Bevölkerungsbewegung sehr wahrscheinlich.
Sicher vom Bevölkerungsrückgang betroffen war die Ortschaft Trivouno auf dem Gebiet der heutigen Gemeinde Florina. Sie befindet sich in der südwestlichen Ecke des Gemeindegebietes an den Berghängen des Verno (Vitsi) in einer Höhe von 1.156 m. 1940 hatte Trivouno 629 Einwohner, 1951 nur noch 261 und 1961 lediglich 229 Einwohner.
Der geflohene Bevölkerungsanteil bezogen auf die gesamte Präfektur Florina bestand zum größten Teil aus Angehörigen der slawischen Mazedonier. Nach offiziellen griechischen Angaben gab es danach keine mazedonische Bevölkerung mehr in der Region bzw. Präfektur und somit auch in der Stadt Florina. Diese Behauptung und/oder Feststellung wird von Menschenrechtsorganisationen und Forschern außerhalb Griechenlands größtenteils bestritten. Auch innerhalb Griechenlands äußert sich seit den 1990er Jahren gegen diese Darstellung Widerspruch in Form einer politischen Partei namens Ouranio Toxo (wörtlich Regenbogen, mazedonisch: Vinozito). Die Partei Ouranio Toxo deklariert sich selbst als politische Vertretung der slawo-mazedonischen Minderheit in Florina und fordert für die von ihr vertretene Bevölkerungsgruppe Minderheitenrechte wie beispielsweise die Benutzung der slawo-mazedonischen (oder mazedonischen, je nach Standpunkt) Sprache. Über die Größe der mazedonischen (oder slawo-mazedonischen, je nach Standpunkt) Minderheit in Florina gibt es keine gesicherten Angaben. Eine Erfassung seitens des griechischen Staates beispielsweise im Rahmen von Volkszählungen (zuletzt 2001) gibt es nicht. Bei den Wahlen zum Europaparlament im Jahre 2004 erhielt die Partei Ouranio Toxo in der Präfektur Florina 1.204 Stimmen. Bei der Parlamentswahl 2007 in Griechenland nahm die Partei offensichtlich nicht an der Wahl teil. In den offiziellen Ergebnissen der Wahl sowohl für die Präfektur Florina als auch für die Gemeinde Florina sind keine Stimmen für die Partei Ouranio Toxo verzeichnet.
Während der deutschen Besatzung von Florina zwischen 1941 und 1944 äußerte das mit dem Deutschen Reich verbündete Bulgarien den Wunsch, dass Florina und die Ebene von Florina an Bulgarien fallen solle. Als Begründung für diesen Wunsch wurde angegeben, dass die Bevölkerung dieser Region „rein bulgarisch“ sei.
1991 hatte die Gemeinde Florina mit Basis der Gemeindegrenzen von 2001 eine Einwohnerzahl von 14.873, 2001 eine Einwohnerzahl von 16.771, was einer Zunahme der Bevölkerung um 12,8 % entspricht. Damit wuchs die Bevölkerung der Gemeinde Florina im Vergleich zur Präfektur Florina (+3,05 %) erheblich stärkert.

#### Armenochori (Αρμενοχώρι)
Die Ortschaft Armenochori wurde bis 1918 als Armenovo oder Armenoro oder Ermenovo (Αρμένοβο, Арменоро, Ерменово) bezeichnet (je nach Quelle): durch die Zusammenlegung mit der Siedlung Lazeni wurde der heute gebräuchliche Name wieder offiziell verwendet, zunächst in Form der Katharevousa-Bezeichnung Armenochorion bzw. Armenochorion Florinis (Αρμενοχώριον (Φλωρίνης)). Im 15. Jahrhundert (osmanische Zeit) war es auch als Armenochor (Арменохор) bekannt. In Bulgarien und in der Republik Mazedonien wird weiterhin die Bezeichnung Armenovo (Арменоро) verwendet.

#### Skopia (Σκοπιά)
Die Ortschaft Skopia wurde bis 1928 als Ano Nevoliani (Άνω Νεβόλιανι) oder Gorno Nevoljani (Γκόρνο Νεβόλιανι – Горно Неволјани) bezeichnet. Am 21. Dezember 1918 war Skopia bzw. Ano Nevoliani (Άνω Νεβολιάνη (Φλωρίνης)) als Gemeinde (Kinotita) eigenständig geworden (Kinotita).

#### Mesonisi (Μεσονήσι)
Die Ortschaft Mesonisi liegt ca. 5 km östlich der Stadt Florina auf einer Höhe von 620 m. Bis 1926 wurde Mesonisi als Lazeni (Λάζενι – Лажени) bezeichnet. In Mesonisi zweigt von der Eisenbahnlinie Florina-Amyndeo-Edessa-Thessaloniki eine Strecke nach Ano Kalliniki und weiter nach Bitola in die Republik Mazedonien ab. Dieser Abzweig wird zurzeit nicht befahren.

### Politik

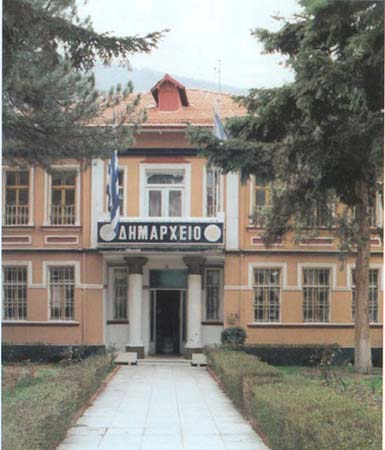
Blick auf das Rathaus (Dimarchio) der Stadt

Bürgermeister der Gemeinde Florina war seit 2002 Stefanos Papanastasiou von der konservativen Partei Nea Dimokratia. Bei den Kommunalwahlen 2002 setzte er sich im ersten und im entscheidenden zweiten Wahlgang (Stichwahl mit Christos Alembakis von der Partei PASOK) mit 43,85 % und 56,42 % der Stimmen durch. Bei den Kommunalwahlen 2006 gewann Papanastasiou sowohl die erste Runde als auch die zweite Runde (Stichwahl gegen den neuen Kandidaten der PASOK) mit 39,06 und 50,64 % der Stimmen. Die Wahlbeteiligung lag bei der Kommunalwahl 2006 bei 42,28 % (8.235 Wähler bei 19.477 Wahlberechtigten). Im Gemeinderat der Gemeinde Florina ist die Nea Dimokratia mit 13 von 21 Sitzen die stärkste Gruppierung (2002: 13 Sitze); die zweitstärkste Gruppierung ist die PASOK mit 5 Sitzen (2002: 6 Sitze).
Bei den Kommunalwahlen 2010 konnte der konservative Ioannis Voskopoulos (ND) sich in der Stichwahl mit 55,27 % vor dem unabhängigen Kandidaten Emilios Aspridis durchsetzen und ist seither Bürgermeister der Gemeinde. Im Gemeinderat stellt seine Liste 20 Abgeordnete, die des unterlegenen Aspridis erhielt 8 Sitze, auf die Liste der PASOK entfielen vier Sitze, auf die der KKE ein Sitz.
Bei den Parlamentswahlen 2007 in Griechenland erhielt die konservative Partei Nea Dimokratia in der Gemeinde Florina mit 52,39 % der Stimmen die absolute Mehrheit (2004: 57,98 %). Zweitplatzierte Partei war die sozialistische bzw. sozialdemokratische Partei PASOK mit 33,05 % der Stimmen (2004: 33,17 %). Drittstärkste Kraft wurde die kommunistische Partei Griechenlands (KKE) mit 5,51 % der Stimmen (2004: 3,79 %). Die rechtspopulistische Partei LAOS erhielt 3,72 % der Stimmen (2004: 1,77 %), die Linkspartei SYRIZA konnte 3,25 % der Stimmen auf sich vereinigen (2004: 2,68 %). Alle anderen Parteien erhielten weniger als 2,0 % der Stimmen. Der Stimmenanteil der Nea Dimokratia lag in der Gemeinde Florina höher als in der Präfektur (48,12 %) bzw. Gesamtgriechenland (41,83 %).

## Wirtschaft, Infrastruktur und Verkehr

### Wirtschaft
In osmanischer Zeit wurde in Florina Wein angebaut. Der Weinbau wird heute im Gebiet der Gemeinde Florina kaum noch betrieben und ist im Vergleich zum Anbaugebiet von Amyndeo unbedeutend. Wirtschaftliches Hauptstandbein der Präfektur Florina war und ist die Landwirtschaft. Die kleineren Ortschaften in der Gemeinde Florina sind von der Landwirtschaft bestimmt. Hauptsächliche Anbauprodukte sind Getreide. Besonders bekannt ist Florina für seine Peperoni, die Piperies Florinis, und die Bohnen.
Die Stadt Florina war seit osmanischer Zeit Verwaltungs- und Marktzentrum für die umliegenden Ortschaften.

### Infrastruktur
Florina verfügt in der gleichnamigen Präfektur über das einzige Krankenhaus. Es versorgt neben der Stadt Florina auch die gesamte Präfektur auf der Ebene einer medizinischen Grundversorgung bei stationär behandlungspflichtigen Erkrankungen, vergleichbar einem Krankenhaus der Grund- und Regelversorgung in Deutschland.
Die Stadt Florina ist Sitz der Pädagogischen Fakultät der Aristoteles-Universität Thessaloniki: diese Fakultät umfasst sowohl die Hochschulausbildung von Lehrern als auch die Hochschulausbildung von Erziehern für Kindergärten und Vorschulen. Drei Abteilungen der Technischen Hochschule Westmakedonien (mit Hauptsitz in Kozani) haben ebenfalls ihren Sitz in der Stadt Florina. Das Bildungswesen unterhalb der Ebene der Hochschulen umfasst Kindergärten, Vorschulen, Grundschulen (Dimotiko Scholio), Gymnasien (vergleichbar der deutschen Sekundarstufe I) und Lyzeen (vergleichbar der deutschen Sekundarstufe II).
Die Stadt Florina verfügt über eine ständig besetzte Wache der Berufsfeuerwehr, welche im Gegensatz zur kommunalen Organisation in Deutschland griechenlandweit organisiert ist.

### Verkehr

#### Verkehrsgeografie
Florina war schon immer ein Verkehrsknoten im südlichen Teil der Hochebene Bitola-Florina, Marktplatz für die umliegenden Dörfer und Ortschaften sowie Verwaltungssitz für die Region. Heute arbeitet hier die Verwaltung des Regionalbezirks Florina. Hier kreuzen Verkehrswege von Ost nach West und Nord nach Süd.

#### Straßen
Bereits in römischer Zeit hatte die Siedlung Herakleia Lynkestis, aufgrund ihrer Lage an der von Osten (Byzanz, Thessaloniki) nach Westen (Dyrrachion) verlaufenden Via Egnatia, hervorgehobene Bedeutung. Die Nord-Süd-Verbindungen vom heutigen Skopje über Bitola nach Thessalien und Zentral- sowie Südgriechenland waren ebenfalls vorhanden, standen der Via Egnatia in ihrer Bedeutung allerdings deutlich nach, gewannen aber im Laufe der Zeit an Bedeutung. Ami Boué beschreibt in ihren Reiseberichten Florina als Kreuzungspunkt dieser Verkehrsachsen.
Auch heute ist in Florina – wie auch im ganzen Griechenland – Straßenverkehr der wichtigste Verkehrsträger. Dies gilt sowohl für den Individual- als auch für den öffentlichen Verkehr. In Florina laufen zwei Nationalstraßen und damit zwei Europastraßen zusammen. Von Westen entlang des Tals des Sakoulevas erreicht die Nationalstraße 2 (Europastraße 86) Florina und führt in östlicher Richtung zunächst nach Vevi, anschließend über eine neue Trassierung via Amyndeo nach Edessa und anschließend Thessaloniki. Von Norden her erreicht die Nationalstraße 3 (Europastraße 65) vom Grenzübergang Niki her kommend Florina. Beide Nationalstraßen vereinigen sich in der Stadtmitte Florinas zu einer gemeinsamen Trasse bis zur Ortschaft Amyndeo. Die Nationalstraße 3 führt von dort nach Kozani, Larisa, Lamia, Zentralgriechenland und Athen. Die Nationalstraße 2 stellt nach Westen einerseits die Verbindung mit Albanien her (Grenzübergang Krystallopigi mit anschließender Fortsetzung nach Bilisht und Korça), andererseits verbindet sie Florina mit Kastoria. Von der Nationalstraße 2 geht nach Passage des Pisoderi-Passes eine Straße in Richtung Prespa-Seen ab. Die gemeinsame Strecke der Nationalstraßen 2 und 3 wurde östlich von Florina komplett neu trassiert, um ihre Leistungsfähigkeit zu steigern. Für die Nationalstraße 3 steht gleiches von Florina nach Niki zur mazedonischen Grenze ebenfalls an.
Auch KTEL nutzt diese Straßenverbindungen für den öffentlichen Busverkehr Griechenlands. Florina ist durch regelmäßige Busverbindungen mit Ortschaften in der Präfektur Florina und darüber hinaus verbunden, etwa Ptolemaida, Edessa, Kozani, Thessaloniki und Kastoria.

#### Eisenbahn

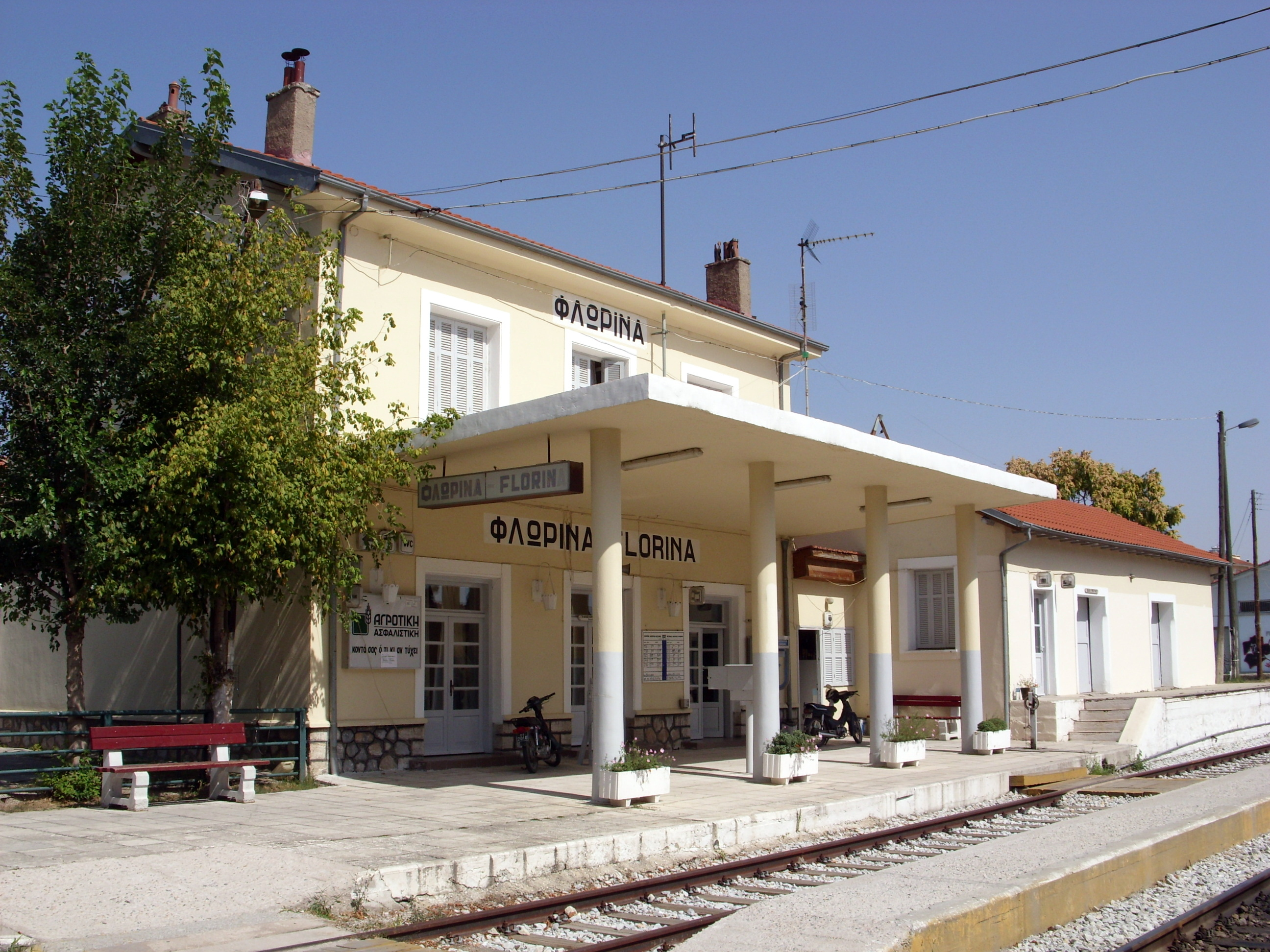
Empfangsgebäude des Bahnhofs Florina

Die Eisenbahn folgte den historischen Verkehrsachsen. Am 15. Juni 1894 ging die Thessaloniki–Bitola (damals: Saloniki–Monastir)in Betrieb. Der Bahnhof Florina lag bei Eröffnung der Strecke in der Ortschaft Mesonisi, etwa 6 km Luftlinie und 90 Minuten vom Ortszentrum von Florina entfernt. Die Stichstrecke von Mesonisi nach Florina wurde erst Anfang des 20. Jahrhunderts ergänzt.
Eine Verbindung zwischen Florina Pogradec in Albanien wurde immer einmal angedacht, scheiterte bis jetzt aber immer an den hohen Baukosten durch das Gebirge und der eher mäßigen Verkehrserwartung.

#### Fernwanderwege
Die europäischen Fernwanderwege E4 und E6 führen durch das Gemeindegebiet von Florina. Der Wanderweg E6 erreicht aus Nordnordwest vom Pisoderi-Pass und Vigla kommend das Gemeindegebiet von Florina und führt über den Gipfel des Vitsi (Vigla) auf die Ortschaft Trivouno zu. Ostnordöstlich dieser Ortschaft trifft der Wanderweg E6 auf den aus Südsüdost über die Höhenzüge des Verno führenden europäischen Wanderweg E6. Sowohl der Wanderweg E4 als auch der Wanderweg E6 führen auf einer gemeinsamen Trasse nach Ostnordost von den Höhenzügen des Verno bei Trivouno hinab ins Tal in den westlichen Teil der Stadt Florina. Von der Stadt Florina aus verlassen die beiden Wanderwege – wieder mit gemeinsamer Trasse – die Stadt und führen in einem ostwärts gerichteten Bogen aus dem Gemeindegebiet heraus. Dabei wird das Kloster Agios Markos aus byzantinischer Zeit passiert.

## Kultur, Sehenswürdigkeiten und Persönlichkeiten

### Kultur
In der Stadt Florina sind zwei täglich erscheinende Zeitungen beheimatet: Politis und Elefthero Vima bzw. Vima tis Florinas. Neben diesen Tageszeitungen erscheinen in Florina (zusätzlich zu den überregionalen griechischen Zeitungen) vier Wochenzeitungen: Ethnos (1931 gegründet, älteste Wochenzeitung in Florina, nicht zu verwechseln mit der gleichnamigen überregionalen griechischen Zeitung), Foni tis Florinis, Paratiritis und Anatropi. Neben der lokalen Station des überregionalen staatlichen griechischen Radioprogramms ERA hat Florina noch weitere Radiostationen bzw. Sender: Akritikos FM 95,6, Radio Enigma 88 FM, Radio Florina 101,5 FM und Radio Ieros Chrysostomos 94,1 FM. Der letztere Radiosender ist der Radiosender des Bistums Florina der griechisch-orthodoxen Kirche. Einen eigenen Fernsehsender hat Florina nicht: in der Stadt befinden sich allerdings Korrespondentenstudios des staatlichen Fernsehsenders ERT3 und des privaten Fernsehsenders West Channel.

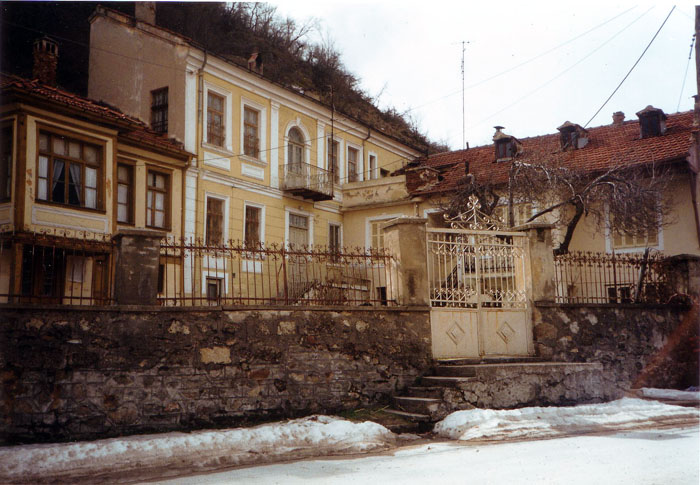
Haus in Florina, Szenerie im Film Der Bienenzüchter von Angelopoulos

Der griechische Regisseur Theodoros Angelopoulos drehte Szenen für mehrere seiner Filme in Florina. Der Bischof von Florina A. Kantiotis exkommunizierte 1991 den Regisseur, weil er die in seinen Augen anti-nationalen und kirchenfeindlichen Filme, z. B. Der Bienenzüchter und Der schwebende Schritt des Storches in seiner Diözese gedreht hatte. Die Bischofsentscheidung stieß allerdings sowohl in der Bevölkerung Florinas wie auch in griechisch-orthodoxen Kirchenkreisen auf Ablehnung.

### Sehenswürdigkeiten
Sehenswürdigkeiten in der Gemeinde Florina sind:
- Art-déco-Häuser in der Stadt Florina (vor allem entlang des Flusses Sakoulevas)
- Großes Kreuz auf dem Hügel Agios Pandelimonas westlich der Stadt Florina
- Ausgrabungsstätte der antiken Stadt (hellenistische Periode), südwestlich der Stadt Florina
- Archäologisches Museum Florina in der Stadt Florina
- Frühgeschichtliche Grabstätte bei Armenochori
- Kloster Agios Markos aus byzantinischer Zeit nördlich der Stadt Florina
- Alte Landwirtschaftsschule in der Stadt Florina (heute Sitz der Technischen Hochschule)
- Byzantinisches Museum der Stadt Florina
- Museum für zeitgenössische Kunst in der Stadt Florina

Sehenswürdigkeiten in kurzer Entfernung (weniger als 20 km) der Gemeinde Florina sind:
- Nationalpark Prespa-Seen
- Skigebiet Vigla und Pisoderi-Pass

### Persönlichkeiten
- Necati Cumalı (* 1921, Florina; † 10. Januar 2001, Istanbul, Türkei), Schriftsteller aus einer türkischen Familie in Florina. Musste 1923 Florina mit seiner Familie wegen des erzwungenen Bevölkerungsaustausches zwischen Griechenland und der Türkei verlassen.
- Şükrü Elçin (* 1912, Florina; † 27. Oktober 2008, Ankara, Türkei), türkischer Historiker. Musste 1923 Florina mit seiner Familie wegen des erzwungenen Bevölkerungsaustausches zwischen Griechenland und der Türkei verlassen.
- Elisabeth Gertsakis (* 1954, Florina), Griechisch-Australische Photographin, lebt88 in Melbourne, Australien.
- Giorgos Lianis (* 3. September 1942, Florina), griechischer Politiker (PASOK) und ehemaliger Sportminister. Von 1962–64 Fußballspieler von Iraklis Thessaloniki.
- Sotiris Lioukras (* 1962, Florina), Moderner Künstler (Installationen).
- Sotir Kostov (* 21. November 1914, Florina; † Oktober 1992, Sofia, Bulgarien), Maler aus einer bulgarischen Familie in Florina.
- Vasilis Kyrkos (* 1942, Florina), Maler.
- Pericles A. Mitkas (* 1962, Florina), griechischer Ingenieur und Rektor der Aristoteles-Universität Thessaloniki.
- Nefeli Tita (* 2003), griechische Biathletin und Skilangläuferin